# Hoyerswerda

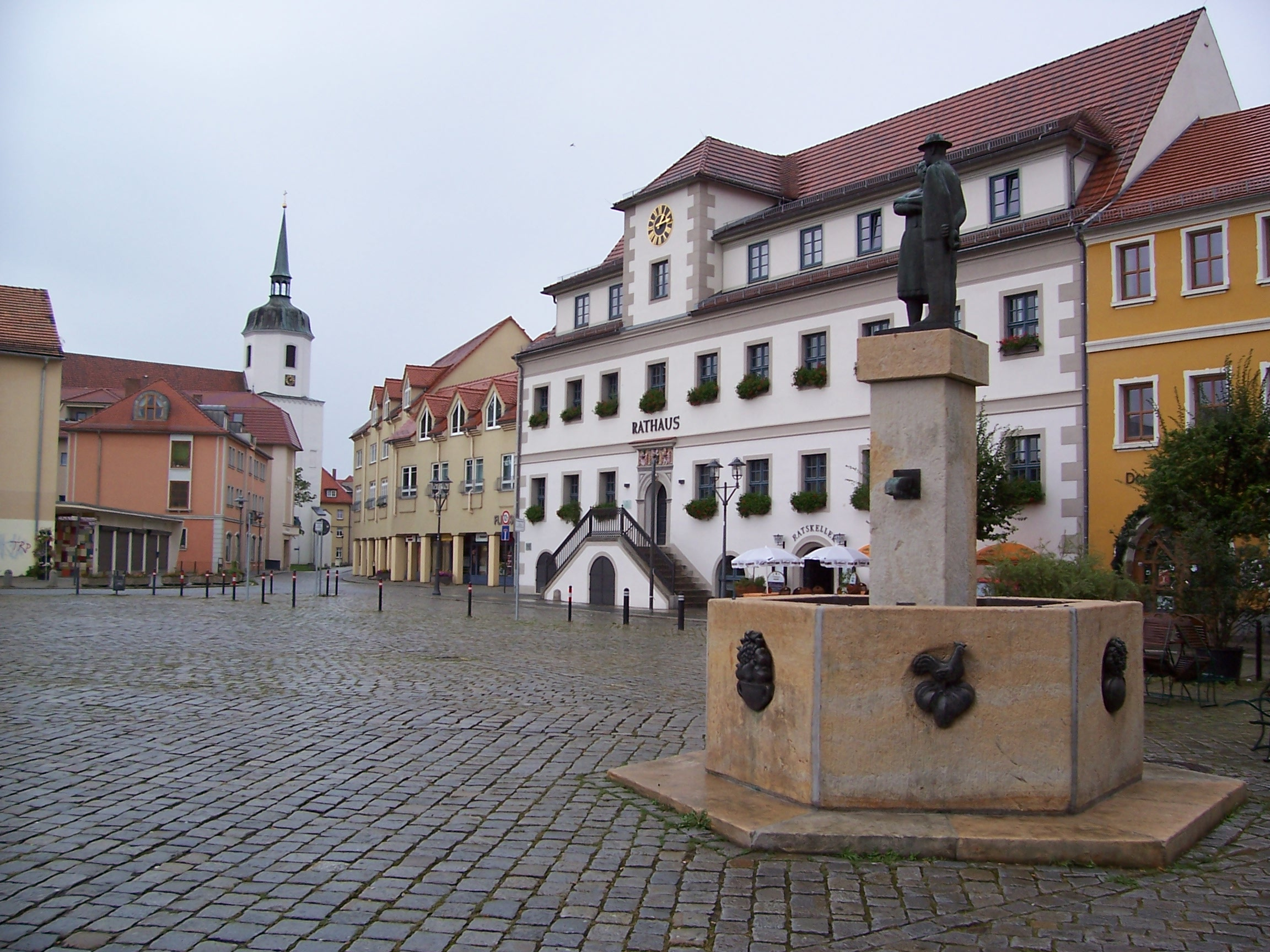
Marktplatz mit Rathaus und Sorbenbrunnen

Hoyerswerda, obersorbisch Wojerecyⓘ (umgangssprachlich Hoywoj oder Hoywoy) ist eine Große Kreisstadt im Landkreis Bautzen im Freistaat Sachsen. Die drittgrößte Stadt der Oberlausitz liegt etwa 35 km südlich von Cottbus und 55 km nordöstlich von Dresden im sorbischen Siedlungsgebiet. Die Stadt ist Teil des Oberzentralen Städteverbundes aus Bautzen, Görlitz und Hoyerswerda.
Die Siedlung, die 1423 das Stadtrecht erhielt, existierte vermutlich seit dem 12. Jahrhundert. Allerdings blieb Hoyerswerda bis in die 1950er Jahre eine Kleinstadt. Erst mit dem Ausbau der Braunkohleabbau-, -verarbeitungs- und -veredelungsstandorte des „Energiebezirks“ Cottbus nach der Zerstörung der Stadt im Zweiten Weltkrieg erfuhr Hoyerswerda große städtebauliche Erweiterungen. Die Bevölkerung verzehnfachte sich von etwa 7000 Menschen nach dem Zweiten Weltkrieg auf über 70.000, die überwiegend in Wohnkomplexen aus Plattenbauten untergebracht waren. Nach der deutschen Wiedervereinigung setzte ein starker Bevölkerungsrückgang ein. Im Jahr 1991 lenkten die rassistisch motivierten Ausschreitungen in Hoyerswerda bundesweite und internationale Aufmerksamkeit auf die Stadt. Durch großflächige Eingemeindungen in den 1990er Jahren wurde die Stadtfläche vergrößert, die Einwohnerzahl betrug Ende 2021 rund 31.300.

## Geographie

### Geographische Lage
Hoyerswerda liegt am südlichen Rand des Lausitzer Seenlandes, das sich im Land Brandenburg beginnend in südöstlicher Richtung durch Ostsachsen zieht. Der höchste Punkt von Hoyerswerda liegt 153 m ü. NHN, der tiefste 115 m (ohne Bauwerke). Die Ausdehnung des Stadtgebiets beträgt in Nord-Süd-Richtung 9 Kilometer und in Ost-West-Richtung 19 Kilometer.
Auf dem Stadtgebiet befinden sich die Landschaftsschutzgebiete Lauta-Hoyerswerda-Wittichenau (d 51), das Elstergebiet um Neuwiese (d 52), das Naherholungsgebiet Hoyerswerda (d 53) und der Spannteich Knappenrode. Naturschutzgebiete in der Nähe sind das Dubringer Moor südwestlich und der Knappensee (d 54) südöstlich von Hoyerswerda. Als geschützter Landschaftsbestandteil ist der Werderbereich Dörgenhausen klassifiziert.

### Nachbargemeinden
Angrenzende Gemeinden sind (von Norden in Uhrzeigerrichtung) Elsterheide, Spreetal, Lohsa und die Städte Wittichenau, Bernsdorf und Lauta.

### Hydrologie
Unter den Gewässern 1. Ordnung mündet von Süden kommend zuerst das Hoyerswerdaer Schwarzwasser in den südöstlich von Wittichenau beginnenden Schwarze-Elster-Kanal, wenig später die ursprüngliche Schwarze Elster. Diese teilt sich in die Alte Elster, welche wiederum vereinigt mit dem Kossackgraben in Neuwiese in den Altlauf der Schwarzen Elster einmündet. Des Weiteren befinden sich der Bröthener See, der Gondelteich und Teile des Scheibe-Sees im Stadtgebiet.
Folgende Gewässer 2. Ordnung befinden sich in Hoyerswerda und seinen Ortsteilen.
| Hoyerswerda | OT Bröthen/Michalken | OT Dörgenhausen | OT Knappenrode   | OT Schwarzkollm | OT Zeißig                    |
| --- | --- | --- | ---------------- | --- | ---------------------------- |
| Thrunegraben, Winkelgraben, Waldgraben, Neidaer Graben, Feldgraben, Erlengraben, Schweißgraben Wudra, Hochwasserentlastungsgraben, Büschingsgraben (Zufluss des Gondelteichs der wiederum in die Schwarze Elster abfließt.), Vincenzgraben, Schwarzer Graben, Kossackgraben (Beginnt in Höhe des ehemaligen Bahnhofshotels und führt von dort unterirdisch durch die Bahnhofsvorstadt, quert Heine-, Schul- und Luxemburgstraße, ehe er hinter der Heckertsiedlung westlich der Senftenberger Vorstadt ans Tageslicht gelangt. Als offener Graben wird das Gewässer bis nach Neuwiese geführt, wo es in den Altlauf der Schwarzen Elster einmündet.) | Mühlgraben, Alter Wusckgraben, Wuschkgraben, Humenkgraben, Truschkagraben, Pantschelgraben, Grenzgraben, Winkelgraben, Michalkener Mühlgraben, Dorfgraben und Zuleiter, Stichgraben, Waldgraben A, Waldgraben B, Feldgraben, Poschergraben, Quellgraben | Vincenzgraben, Erlengraben, Waldwiesengraben, Adlergraben, Feldgraben, Mittelteichabflussgraben, Schwarzwasser, Milaschgraben, Citroigraben, Bahnhofsgraben, Landwehrgraben, Grenzgraben, Michalkener Mühlgraben | Schwarzer Graben | Schleichgraben, Leipper Mühlgraben, Graben C, Westschweißgraben, Ostschweißgraben, Kleinlaubuscher Graben, Steinteichgraben, Grenzgraben, Mittelwiesengraben A, Mittelwiesengraben B, Petzerberggraben, Dorfgraben, Feuerlöschteichgraben, Wiesengraben, Weihergraben, Koselbruchgraben, Schwarzkollmer Mühlgraben, Poschergraben, Zuleiter Petzerberggraben, Wuschkwiesengraben | Dorfgraben, Büschingsgraben. |

Mit dem Rückgang der Braunkohleproduktion und der Stilllegung von Gruben geht die Einstellung der Tagebauentwässerung einher. Daher muss das Grundwasser im Stadtgebiet ständig gehoben und über einen Graben abgeleitet werden. Das System besteht aus drei Horizontalfilterbrunnen, einem rund fünf Kilometer langen Leitungsnetz und dem offenen Westrandgraben, der am Rande von Hoyerswerda beginnt und hinter Nardt endet.
Hoyerswerda liegt im Lausitzer Urstromtal. Der Grundwasserspiegel war lange Zeit flurnah, das Gebiet hatte Auencharakter. Während der ursprünglichen Bebauung im alten Kern der Stadt mit Häusern ohne Unterkellerung sowie oberirdisch angelegten Entwässerungsgräben wurde dies von den damaligen Baumeistern berücksichtigt. Mit dem Aufschluss von Braunkohlentagebauen – auch in der Umgebung von Hoyerswerda – zu Beginn des 20. Jahrhunderts wurde der Grundwasserspiegel um die Gruben herum abgesenkt, um die Kohle gewinnen zu können. In den 1960er Jahren kamen darüber hinaus Filterbrunnenentwässerungssysteme dazu, die eine Absenkung des Grundwasserspiegels um weitere zwei bis vier Meter bis auf ein Niveau zum Teil weit unter 114 m Höhennull (HN) zur Folge hatte. 1958 wurde eine verbindliche Höhenordinate von 114 m HN für neue Bauten festgelegt, ohne den vorbergbaulichen Zustand hinreichend zu beachten. Beim Aufbau der Plattenbauten in der Neustadt wurden ehemalige Gräben verfüllt und die Häuser mit Kellern gebaut. Diese wären nun durch Grundwasser bedroht.

### Klima

Niederschlagsdiagramm

Die Wetterstation Hoyerswerda liegt am nördlichen Stadtrand im Flussgebiet der Schwarzen Elster. Der durchschnittliche Jahresniederschlag der Jahre 1961 bis 1990 beträgt 623 mm und liegt damit außer im Monat August unter dem deutschen Durchschnitt. Der trockenste Monat ist der Februar, die meisten Niederschläge fallen im August.

## Stadtgliederung
Hoyerswerda gliedert sich in die Alt- und Neustadt sowie folgende Ortsteile (die Einwohnerzahlen beziehen sich auf den 31. Dezember 2020):
- Bröthen/Michalken (obersorbisch Brětnja/Michałki), 1337 Einwohner
- Dörgenhausen (Němcy), 687 Einwohner
- Knappenrode (Hórnikecy), 667 Einwohner
- Schwarzkollm (Čorny Chołmc), 793 Einwohner
- Zeißig (Ćisk), 975 Einwohner

Die Neustadt gliedert sich in 14 Stadtteile: Wohnkomplex I bis VII, Wohnkomplex VIII und IX (Wohngebiet „Kühnichter Heide“), Wohnkomplex X (Wohngebiet „Seidewinkel“), Stadtzentrum, Kühnicht (Kinajcht), Grünewaldring und Gondelteich.
Die Altstadt gliedert sich in 9 Stadtteile: Neida (Nydej) (bestehend aus Groß Neida und Klein Neida), Dresdner Vorstadt, Am Bahnhof, Am Stadtrand, An der Neupetershainer Bahn, An der Thrune, Innere Altstadt, Senftenberger Vorstadt und Spremberger Vorstadt.

## Geschichte

### Ortsname

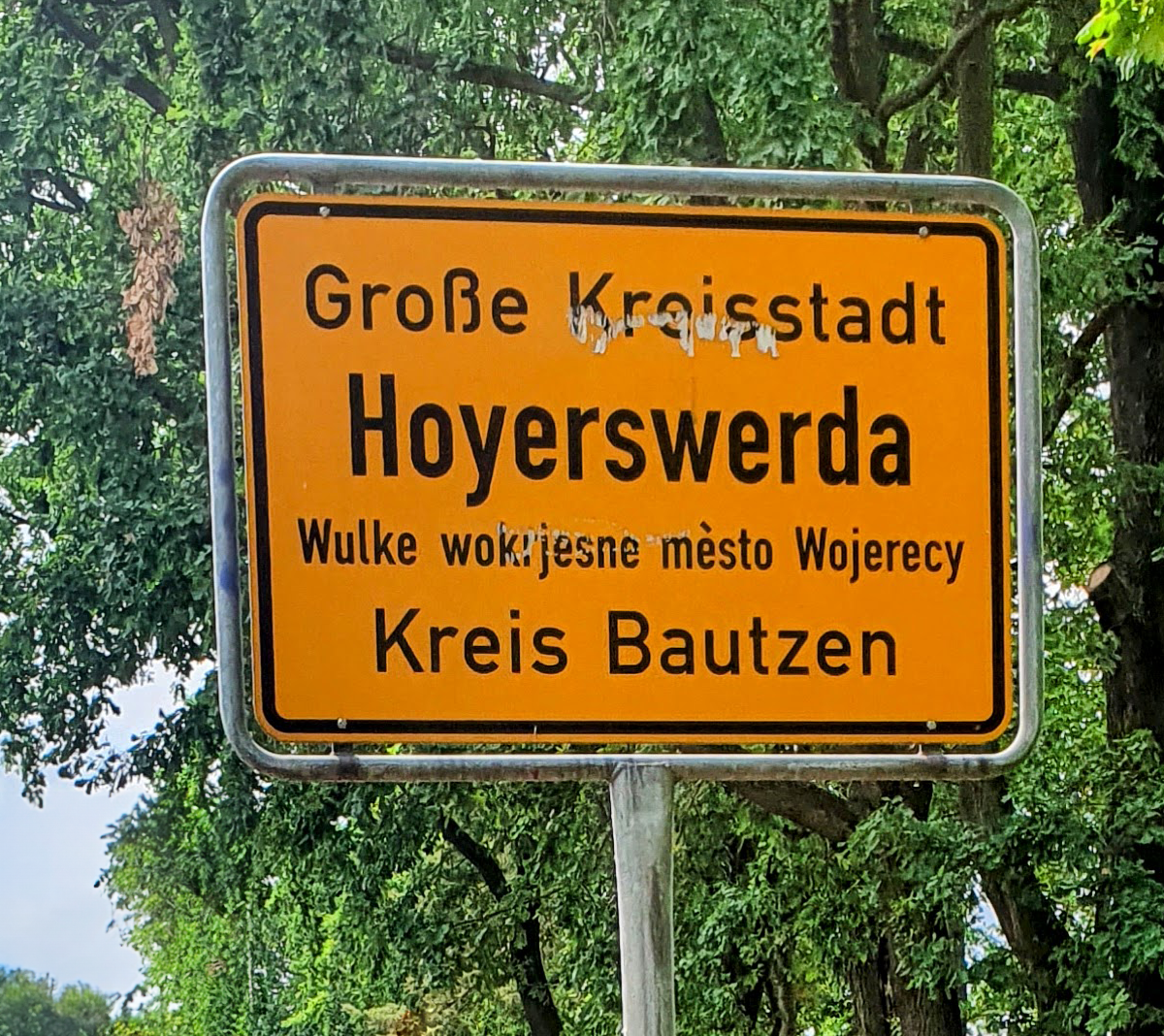
Zweisprachige Ortstafel mit deutschem und sorbischem Stadtnamen

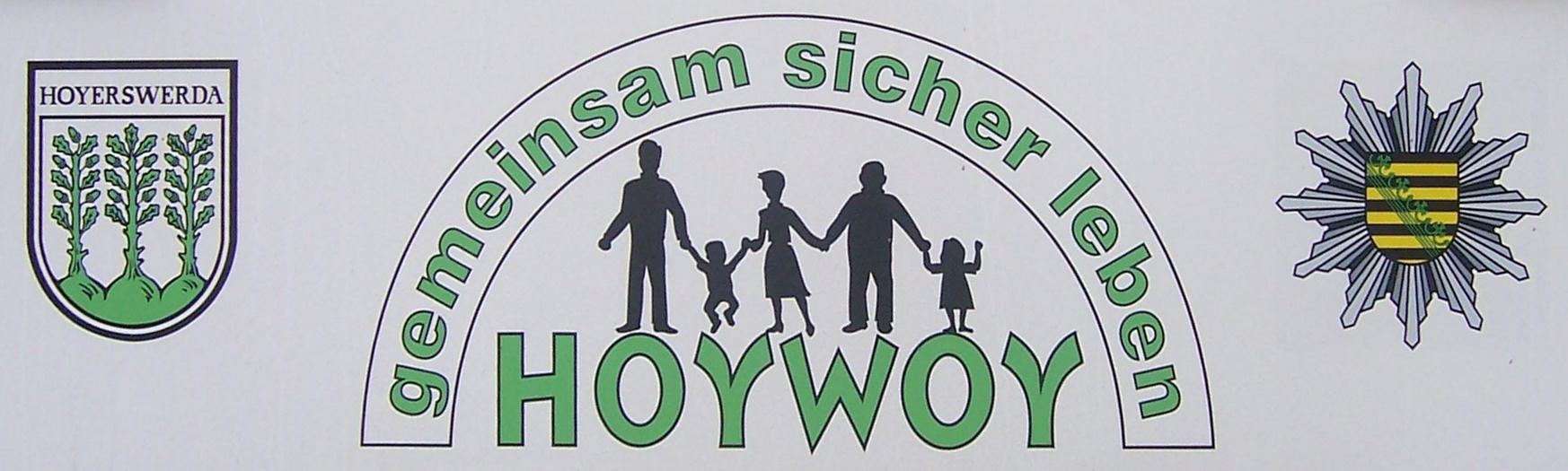
Verwendung der Bezeichnung „Hoywoy“ in einer gemeinsamen Aktion der Stadt und der sächsischen Polizei

Der Name Hoyerswerda, zuerst 1268 als Hoyerswerde belegt, setzt sich zusammen aus dem Personennamen Hoyer (mhdt. hô(h)-gêr „hoch“ und „Speer“) und der Ortsbezeichnung Werd, eine Insel im Fluss oder Erhöhung in feuchter Niederung. Die Endung -a erscheint erst ab dem 16. Jh. in der Schriftsprache, als gelehrte Angleichung an lateinische Ortsnamen auf -a. Hoyer von Friedeburg war der erste bekannte Besitzer der Burg Hoyerswerda.
Im Obersorbischen heißt die Stadt Wojerecy, im Niedersorbischen Wórjejce, auf polnisch Wojerce, in polonisierter Form auch Wojrowice, auf tschechisch Hojeřice; allerdings wird sie in Polen und Tschechien zumeist mit dem deutschen Namen bezeichnet. Der sorbische Name ist vom deutschen abgeleitet. Dem Personennamen Hoyer wurde dabei, typisch für sorbische Wörter mit o- am Anfang, ein w- vorangestellt (h neigt im Sorbischen zum Schwund). Der Ortsname wurde dann mit der Endung -ecy abgeleitet, die ursprünglich als Kollektivum „die Leute der [Person X]“ bezeichnet. Die Endung entspricht also nicht dem deutschen -werda.
Umgangssprachlich (aber auch in saloppen Pressetexten) wird Hoyerswerda meist mit Hoywoy bzw. Hoywoj abgekürzt, gebildet aus den Anfangssilben des deutschen und sorbischen Ortsnamens. Seit Mitte der 1990er Jahre führt Hoyerswerda den Beinamen Konrad-Zuse-Stadt, der jedoch nicht Bestandteil der amtlichen Schreibweise ist.

### Historischer Überblick
Das Gebiet von Hoyerswerda lag außerhalb des Oberlausitzer Altsiedelgebiets zwischen Löbau und Kamenz, wo sich um 700 die slawischen Milzener niedergelassen hatten. Die Niederung der Schwarzen Elster war seit dem Teilabzug der Germanen mit der Völkerwanderung schwach besiedelt. Erst im 12. und 13. Jahrhundert wurde das Gebiet um Hoyerswerda im Zuge der zweiten Phase des mittelalterlichen Landesausbaus besiedelt. Ein großer Teil der Kolonisten, die hier neue Dörfer anlegten, waren Sorben aus den südlicheren Gebieten der Oberlausitz. Archäologische Grabungen im Bereich des Schlosses haben in den 1980er Jahren Hinweise erbracht, dass die erste Burg an dieser Stelle wohl schon vor 1200 errichtet wurde. In einer Urkunde des Bischofs von Meißen aus dem Jahr 1225 wird eine Kirche in Hoyerswerda erwähnt. 1268 wird Hoyerswerda in der Oberlausitzer Teilungsurkunde der Markgrafen von Brandenburg genannt. Sie ordnete die westliche Hälfte der Herrschaft Hoyerswerda dem Land Budissin zu, während die Osthälfte zum Land Görlitz kam. Erster bekannter Besitzer von Burg und Herrschaft war der 1272 urkundlich erwähnte Hoyer von Vredeberg.

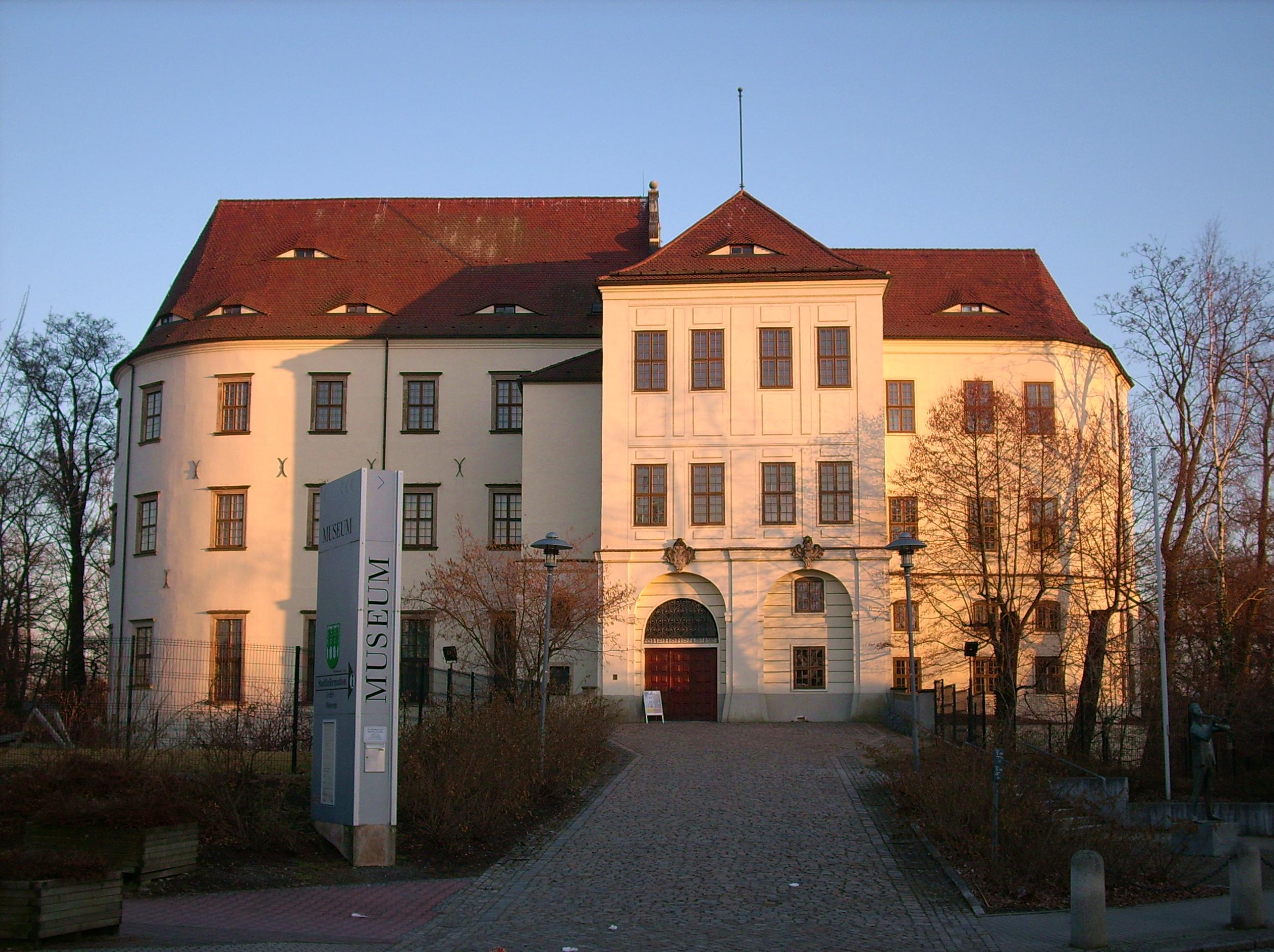
Schloss Hoyerswerda

Der Ort entwickelte sich nur langsam, weil er abseits der großen Handelsrouten lag. Seine Bevölkerung war fast durchweg bäuerlich, darunter waren nur wenige Handwerker, die für den lokalen Bedarf und für die Bewohner der herrschaftlichen Burg produzierten. 1353 kaufte Kaiser Karl IV. die Herrschaft Hoyerswerda den Grafen Johann und Günther von Schwarzburg ab, um auf diese Weise die böhmische Herrschaft über die Lausitzen zu verstärken. Finanziert wurde dieser Kauf von den Mitgliedern des Sechstädtebundes. 1371 verlieh der Kaiser Hoyerswerda das Marktrecht, kurz darauf verpfändete er die Herrschaft an seinen Hofmarschall Thimo VIII. von Colditz. 1382 bekam Benesch von Dauba Hoyerswerda von König Wenzel als erbliches Lehen. Heinrich von Dauba verlieh Hoyerswerda 1423 das Stadtrecht und das Recht der freien Ratswahl. Hoyerswerda blieb bis zum Ende der alten ständischen Ordnung in der Oberlausitz (1815) eine grundherrliche Stadt, das heißt, die Bürgerschaft musste Abgaben an den Besitzer der Herrschaft entrichten und sie war nicht auf den Landtagen vertreten.
Heinrich von Duba lag oft im Streit mit Kurfürst Friedrich von Sachsen; dieser ließ 1430 Hoyerswerda von seinen Truppen besetzen, es wurde aber bald an die Oberlausitz zurückgegeben. Neuer Herr wurde Friedrich von Schönburg, der das heimgefallene Lehen 1437 von Kaiser Sigismund gekauft hatte. Mitte des 15. Jahrhunderts war Hoyerswerda eine kleine Ackerbürgerstadt und Nahmarkt für die Umgebung. Der Kaiser hatte der Stadt 1437 noch einen Jahrmarkt verliehen. 1449 wurde das dreigeschossige steinerne Rathaus fertiggestellt. Rechtlich war die Stadt in die Viertel unter der Jurisdiktion des Rates und das herrschaftliche Burglehn geteilt, in denen die Burgmannen ihre Häuser hatten.
Friedrich von Schönburg war einer der wenigen Anhänger des utraquistischen Böhmenkönigs Georg von Podiebrad. Der König hatte ihm 1454 wieder zu seiner Herrschaft verholfen, nachdem Hoyerswerda 1448 erneut vom sächsischen Kurfürsten eingenommen worden war. Nachdem sich die Oberlausitzer Stände von König Georg losgesagt hatten, sammelten sich auf der Burg Hoyerswerda dessen verbliebene Anhänger. Deshalb begannen die Oberlausitzer unter Führung des Landvogts Jaroslav von Sternberg im Herbst 1467 mit der Belagerung. Im August des Folgejahres musste sich die Burgbesatzung ergeben und die Veste wurde niedergerissen. Bis 1490 blieben Stadt und Herrschaft Hoyerswerda in der Hand der Landvögte, dann wurden sie vom neuen böhmischen König Vladislav II. an die Schönburger zurückgegeben. 1515, 1531 und 1571 brannte die Stadt bis auf wenige Steinbauten ab.
1525 gab es Bauernunruhen in der Herrschaft Hoyerswerda, die nur mithilfe von Truppen der Sechs Städte niedergeschlagen werden konnten. Abgesandte der Bauern zogen nach Prag, um vor dem königlichen Gericht gegen die erhöhten Zinsen und Dienste zu klagen, sie wurden aber abgewiesen. 1540 wurde die Reformation in Hoyerswerda eingeführt. Seit dem Ende des 15. Jahrhunderts versuchten die Schönburger ihre Herrschaft aus der Oberlausitz herauszulösen und in direkte Beziehungen mit der Krone Böhmens zu treten. Vor allem wollten sie sich nicht mehr an den Steuerleistungen der Stände für den Böhmenkönig beteiligen. Rechtlich argumentierten die Schönburger, dass sie ihr Lehen anders als die Oberlausitzer Ritterschaft in Prag direkt vom König erhalten hatten und deshalb die Herrschaft Hoyerswerda gar nicht zur Oberlausitz gehöre. Die Landstände klagten gegen diese Interpretation und wurden 1544 von König Ferdinand I. in ihrer Auffassung bestätigt.
1567 starb Wilhelm von Schönburg als letzter Nachkomme seiner Familie und Hoyerswerda fiel an den König zurück, der es an Heinrich von Maltitz verkaufte. Um die städtischen Freiheiten zu bewahren, musste Hoyerswerda 1580 vor dem Prager Appellationsgericht gegen die von Maltitz prozessieren. 1582 kaufte Seyfried von Promnitz die Herrschaft. Er ließ 1592 das drei Jahre zuvor abgebrannte Schloss im Renaissance-Stil neu aufbauen. 1620 erwarb Rudolf von Ponickau Stadt und Schloss Hoyerswerda. Unter der Herrschaft seiner Familie erlebte die Stadt den Übergang der Oberlausitz an Sachsen (1621 bzw. 1635). Sie wurde im Dreißigjährigen Krieg mehrfach besetzt und geplündert (1628 sowie zwischen 1631 und ab 1642 beinahe jedes Jahr). Während dieser Zeit ist für die Herrschaft Hoyerswerda als oberster landesfürstlicher Beamter für Verwaltung, Finanzen und Justiz der Amtshauptmann Seyfried (Siegfried) von Metzradt (1600–1660) nachweisbar, der zugleich Rittergutsbesitzer von Oberspremberg, heute Neusalza-Spremberg, war. Ein Epitaph mit entsprechender Inschrift und Wappen an der Apsis (außen) der Dorfkirche Spremberg erinnert an den hohen kurfürstlich-sächsischen Amtsträger. 1651 kaufte der sächsische Kurfürst Johann Georg I. Hoyerswerda. 1680 wurde das Rathaus nach einem neuerlichen Stadtbrand in seiner heutigen Gestalt wiedererrichtet.

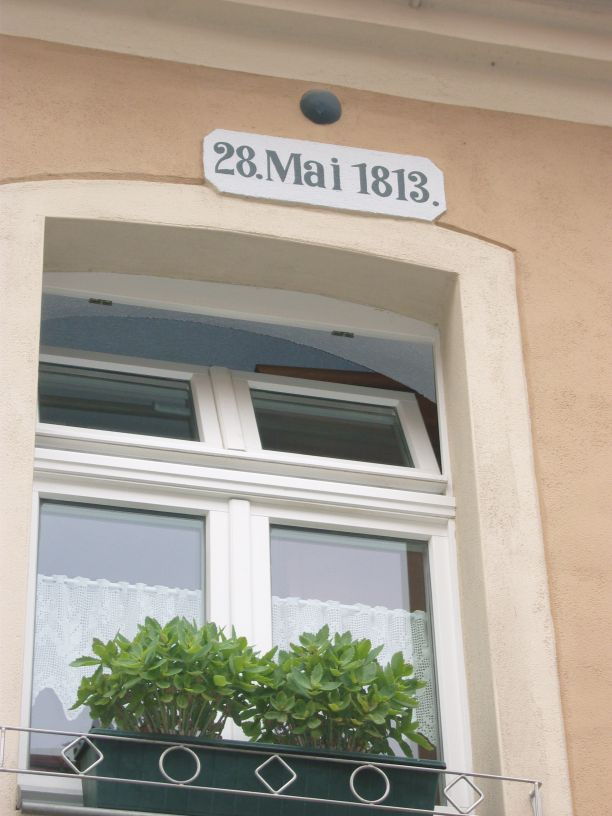
Kanonenkugel im Haus – Lange Straße 4

1705 schenkte August der Starke seiner zeitweiligen Mätresse Katharina von Teschen die Standesherrschaft Hoyerswerda. Die neue Herrin war eine wichtige Förderin des Städtchens, besonders des ansässigen Handels und Handwerks. Sie ließ das Schloss im Barockstil aus- und umbauen. Katharina von Teschen lenkte die Geschicke Hoyerswerda 32 Jahre lang. Im Siebenjährigen Krieg kam es am 25. September 1759 zu einem Gefecht nahe der Stadt zwischen österreichischen und preußischen Truppen. 1782 wurden die Frondienste in der Herrschaft Hoyerswerda aufgehoben. Die Äcker des herrschaftlichen Vorwerks von Hoyerswerda verpachtete man an einzelne Bauern der Umgebung.
Als Resultat der sächsischen Beteiligung an den Napoleonischen Kriegen auf französischer Seite musste Sachsen 1815 unter anderem den Norden und den Osten der Oberlausitz an Preußen abtreten. Zunächst wurde Hoyerswerda zur Kreisstadt des brandenburgischen Kreises Spremberg bestimmt. Am 1. August 1825 wurde die Stadt zusammen mit dem südlichen Kreisgebiet als Kreis Hoyerswerda in die Provinz Schlesien eingegliedert. 1873 wurde die Bahnstrecke Hoyerswerda–Ruhland der Oberlausitzer Eisenbahn-Gesellschaft eröffnet, dies brachte eine wirtschaftliche Förderung mit sich, da auch eine große Reparaturwerkstatt entstand. 1912 wurde die Domowina in Hoyerswerda gegründet. 1945 wurde Hoyerswerda zur Festung erklärt und stark zerstört. Die einmarschierenden Truppen der Roten Armee setzten Teile der Stadt in Brand.

### Industrieller Wohnungsbau 1955–1990

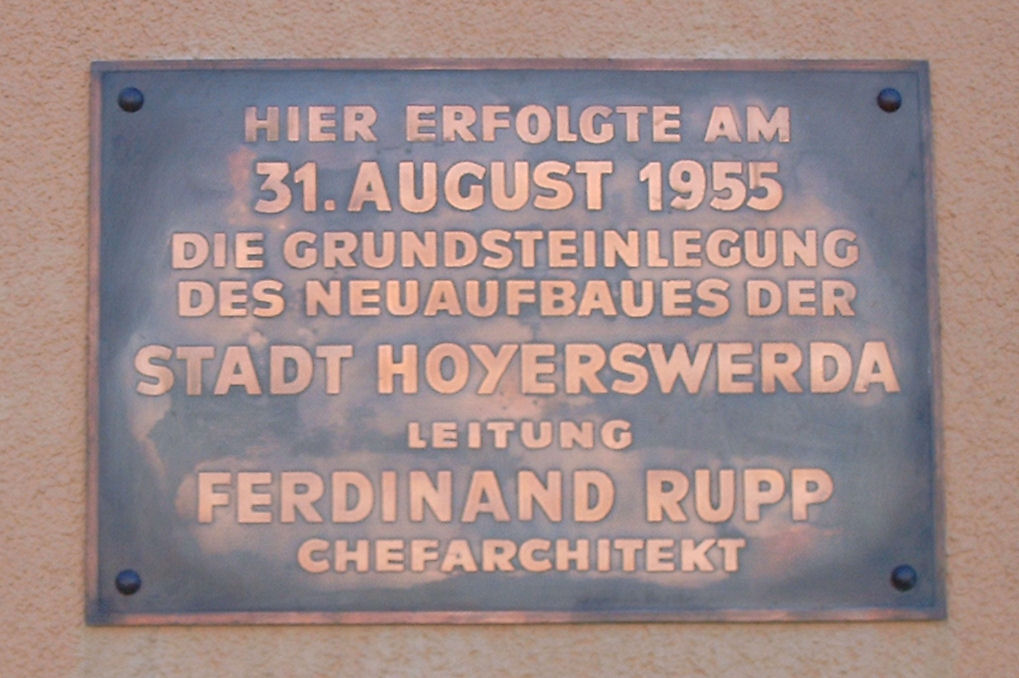
Gedenkplatte anlässlich des Neuaufbaus

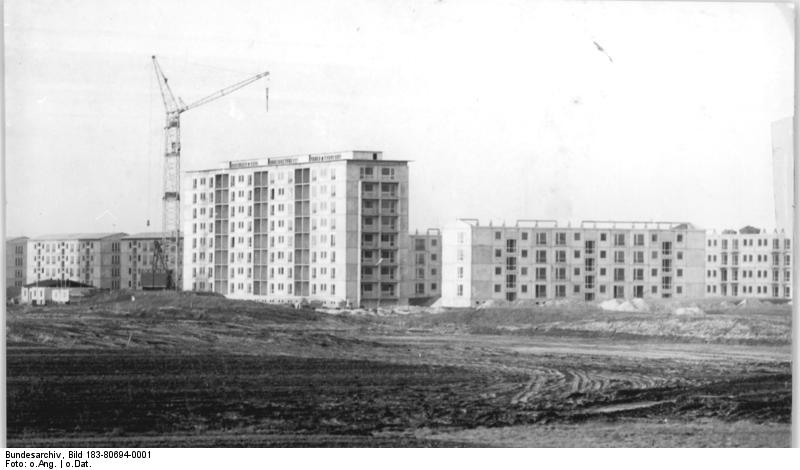
Fertigstellung von neuen Wohnblöcken in Hoyerswerda

Einige Kilometer nördlich der Stadt entstand 1955 das Braunkohleveredelungswerk (Kombinat) Schwarze Pumpe, für dessen Beschäftigte Wohnraum geschaffen werden musste. Ab 1957 stieg der Bedarf an Wohnungen immer mehr, so wurde erstmals in Großblock- und Plattenbauweise Wohnraum geschaffen. Es entstand eine sozialistische Stadt, genannt 2. Sozialistische Großstadt, mit insgesamt zehn Wohnkomplexen und mehreren zehntausend Wohnungen. Im Jahr 1981 erreichte die Einwohnerzahl der Stadt ihr Maximum von 71.124 Einwohnern.
Der industrielle Wohnungsbau der Nachkriegszeit lässt sich grob in vier Abschnitte einteilen. Zunächst entstanden von 1955 bis etwa 1959 rund 2.000 Wohnungen an den Rändern des alten Siedlungskerns von Hoyerswerda. Von 1957 bis 1965 wurden dann sieben Wohnkomplexe mit je rund 1.200 Wohnungen errichtet, die das ursprüngliche Konzept der Neustadt jenseits der Elster darstellen. Von 1966 bis 1975 entstanden nordöstlich davon noch zwei weitere, wesentlich dichter bebaute Wohnkomplexe mit zusammen über 6.000 Wohnungen. In der zweiten Hälfte der 1980er Jahre wurde etwas abseits, am nördlichen Rand der Neustadt noch der Wohnkomplex 10 mit rund 2.000 Wohnungen errichtet.
|                    | Bauzeit                    | Bauweise | Wohnungen                        |
| ------------------ | -------------------------- | --- | -------------------------------- |
| Bahnhofsvorplatz   | 31. August 1955–1958, 1970 | Ziegelbauweise, 1970 dreigeschossige Eckgebäude in Großblockbauweise | etwa 0350                        |
| Westrandbebauung   | 1956–1957                  | verputzte Ziegelbauten mit Walmdächern, später vorgefertigte gemauerte Ziegelgroßblöcke                                                                                                | etwa 0850                        |
| Elsterbogen        | 1958–1959, 1961, 1963–1965 | 1958 Ziegelbauweise, später Großblockbauweise | etwa 0900                        |
| Wohnkomplex I      | 15. Juni 1957–1964         | Großblockbauweise | etwa 1200                        |
| Wohnkomplex II     | 1957–1961, 1962/63, 1970   | 1957–1961 Großblockbauweise, 1962/63 P1-Typ, 1970 elfgeschossig | etwa 1200                        |
| Wohnkomplex III    | 1959 bis 1961              | P1-Typ, erste achtgeschossige Wohnbauten in Plattenbauweise überhaupt | etwa 1200                        |
| IIIE (Erweiterung) | um 1975                    | | etwa 0500                        |
| Wohnkomplex IV     | 1961/63, 1976, 1984        | P1-Typ, 1976 Y-Hochhaus, 1984 Würfelhäuser | etwa 1400, etwa 0200 (1976/1984) |
| Wohnkomplex V      | 1962–1964                  | Wechsel vom P1-Typ zum neuentwickelten Typ „Hoyerswerda“ | etwa 1290                        |
| VE (Erweiterung)   |                            | WK VE fünf-, acht- und elfgeschossig Typ P2 | etwa 1700                        |
| Wohnkomplex VI     | 1964/65                    | | etwa 1200                        |
| Wohnkomplex VII    | 1964/65, 1984              | das in den fünfziger Jahren beschlossene Baukonzept der Neustadt wird um drei Jahre verspätet abgeschlossen, allerdings ohne das ursprünglich geplante Stadtzentrum, 1984 Würfelhäuser | etwa 1160                        |
| Wohnkomplex VIII   | 1966–1972                  | 1966 Plattenbautyp „Hoyerswerda“, 1967 Umstellung auf den Typ P2, nunmehr fünfgeschossig ohne Aufzüge, nunmehr nicht mehr 150 Einwohner pro Hektar, sondern 300                        | etwa 3400                        |
| Wohnkomplex IX     | 1973–1975                  | P2, fünf- und elfgeschossig | etwa 2700                        |
| Stadtzentrum       | 1968, 1975–1984            | elfgeschossig | etwa 2100                        |
| Wohnkomplex X      | 1986–1990                  | WBS 70, fünf- und sechsgeschossig | etwa 2000                        |

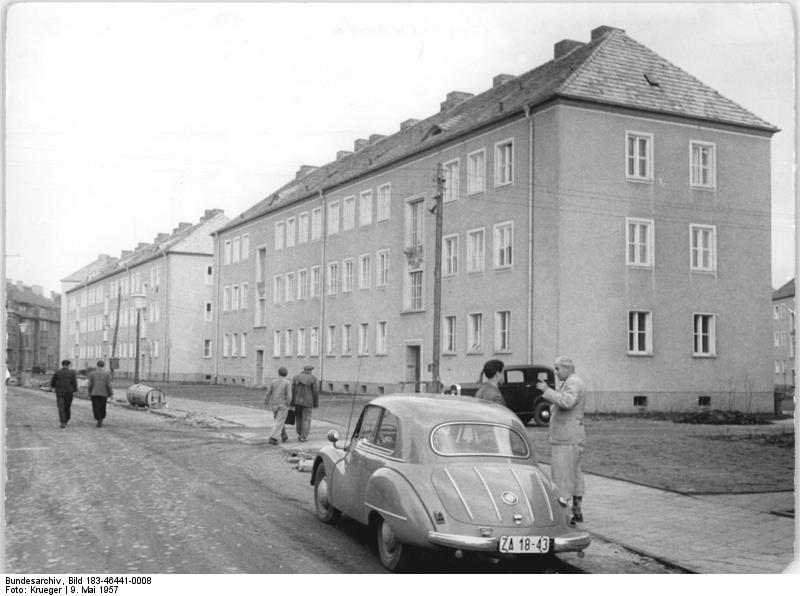
Bahnhofsvorplatz 1957
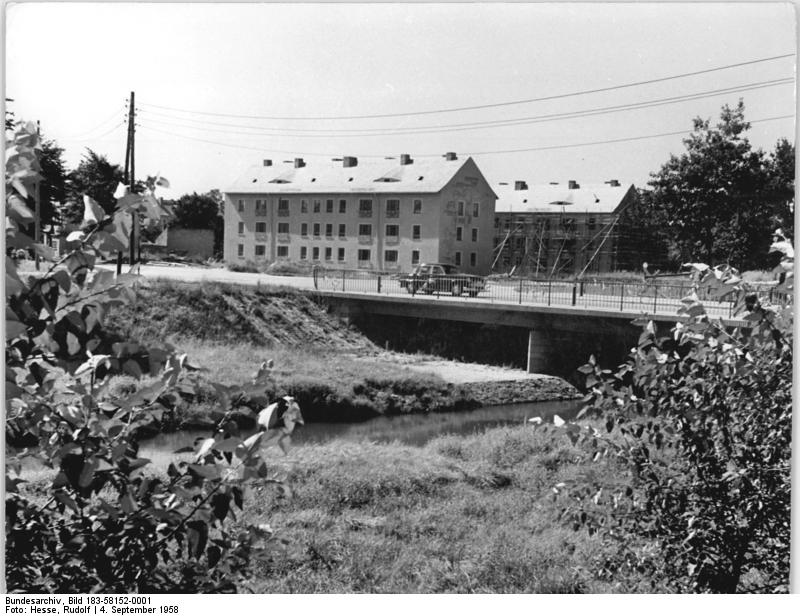
Elsterbogen 1958
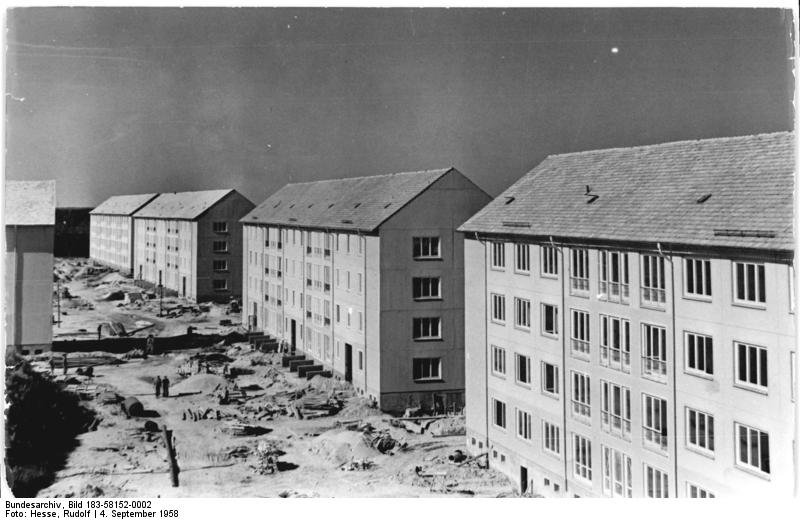
Wohnkomplex I 1958
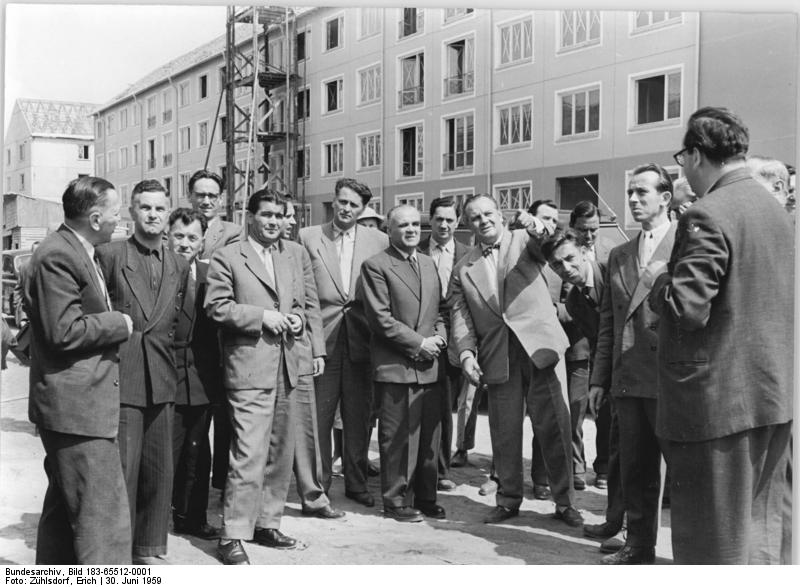
Professor Paulick NPT (zeigend), Chefarchitekt 1957–1963
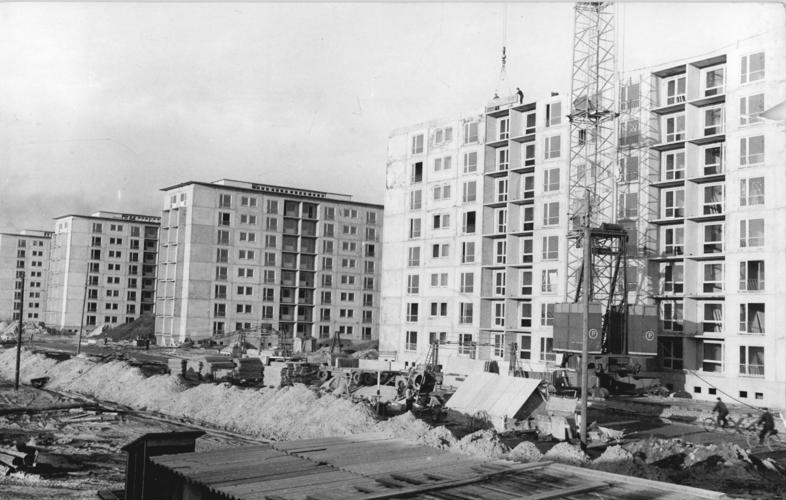
Wohnkomplex III 1960
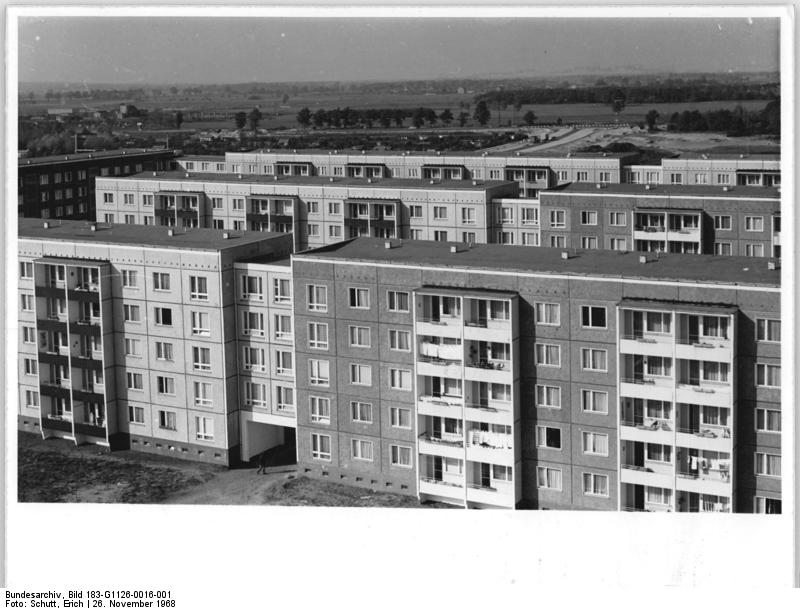
Wohnkomplex VIII 1968

Aufgrund des nach der Wende einsetzenden Bevölkerungsrückgangs wurde 1997 mit dem Rückbau zahlreicher Wohneinheiten begonnen. Dies geschieht vorrangig in den neueren drei Wohnkomplexen, die letztlich ganz verschwinden sollen. Bis 31. Januar 2007 waren bereits 5535 Wohnungen rückgebaut, bis 2020 sollten es über 12.000 sein. Eine Ausstellung im Haus der Geschichte der Bundesrepublik Deutschland in Bonn würdigte 2011 die Aufbauleistungen für das Kombinat Schwarze Pumpe und die Neustadt von Hoyerswerda auf einer rund 15 m² großen Ausstellungsfläche.

### Nach 1990

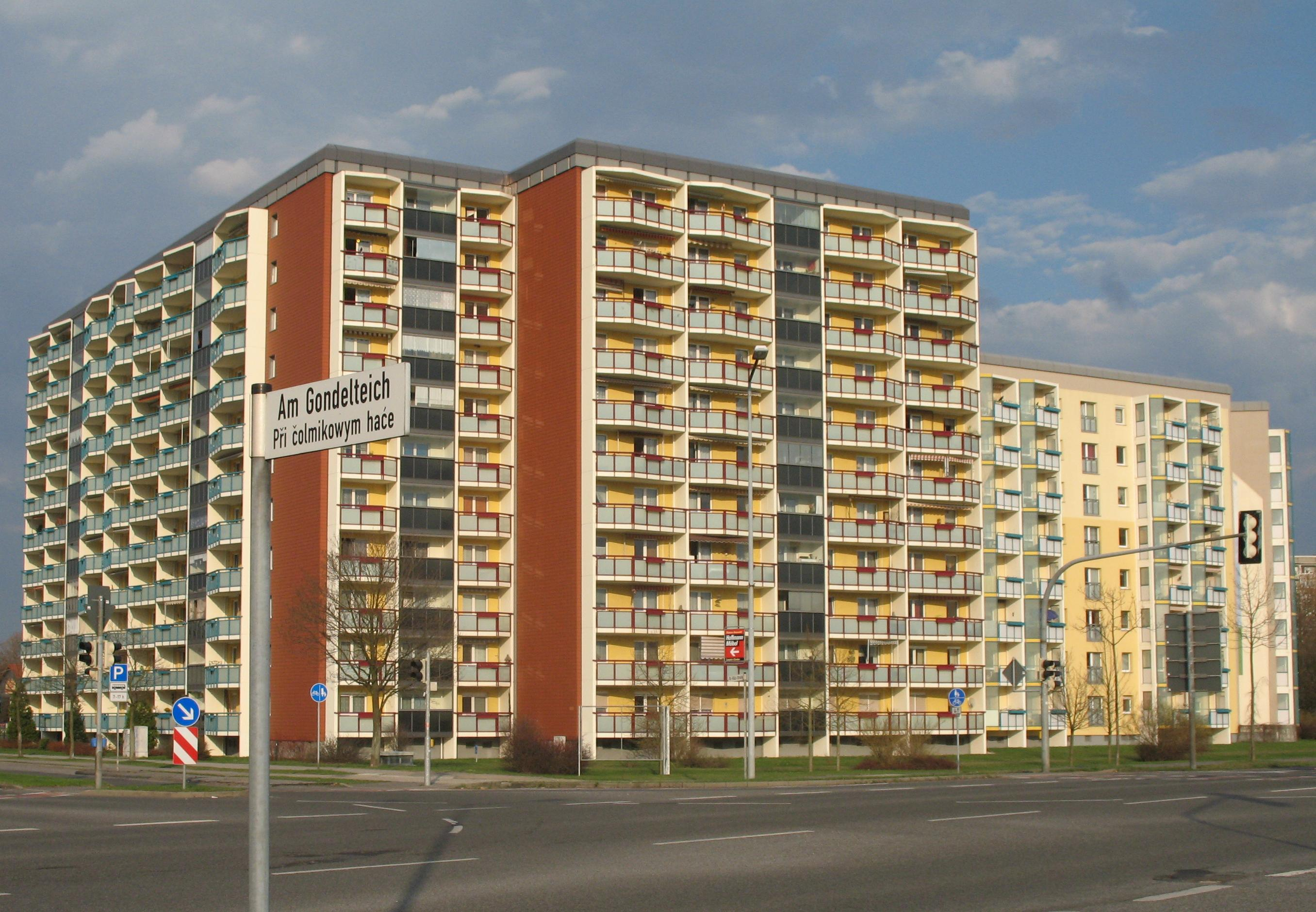
Teilsanierte Plattenbauten an der Südstraße

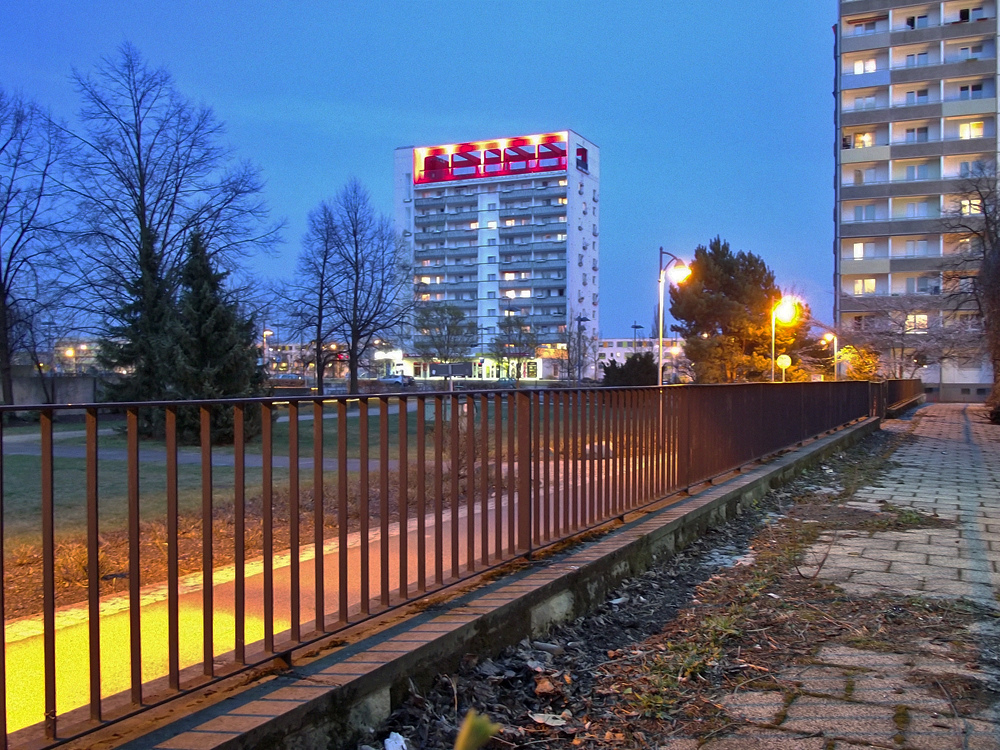
Lausitz Tower am Abend

1990 entschieden sich die Einwohner der Kreise Hoyerswerda und Weißwasser in einer Bürgerbefragung für die Zugehörigkeit zum Freistaat Sachsen, was von beiden Kreistagen bestätigt wurde.
Bei den rassistisch motivierten Ausschreitungen in Hoyerswerda im September 1991 wurden mehrere Wohnheime für Asylbewerber und Vertragsarbeiter angegriffen. Am Ende der mehrtägigen Ausschreitungen wurden den Migranten Wohnsitze in anderen Gemeinden zugewiesen. Das dabei geprägte Wort „ausländerfrei“ wurde zum Unwort des Jahres 1991 gewählt. Daraufhin wurden viele Initiativen ins Leben gerufen, um das rechtsextreme Gewaltpotential einzudämmen.
In den Jahren 1993 bis 1998 wurde das Stadtgebiet durch Eingemeindungen vergrößert. Da die Einwohnerzahl dennoch weiter sinkt, werden seit 1999 zahlreiche Plattenbauten der Neustadt abgerissen. Der Wohnkomplex X war Stand Ende 2014 bis auf eine Kaufhalle und ein Würfelhaus komplett zurückgebaut. Bis 1995 war Hoyerswerda Kreisstadt des Landkreises Hoyerswerda und erhielt nach dessen Auflösung am 1. Januar 1996 den Status einer kreisfreien Stadt, den sie bei einer weiteren Kreisreform im August 2008 wieder verlor. Seitdem ist Hoyerswerda die zweitgrößte Stadt im Landkreis Bautzen.
Seit einigen Jahren hat sich der Bevölkerungsrückgang abgeschwächt, jedoch nicht stabilisiert. Nach Cottbus, Görlitz und Bautzen ist es die viertgrößte Stadt des deutschen Teils der Lausitz.

### Eingemeindungen
- 1890 Gemeinden Amtsanbau (Hamtske chěže), Burglehn und Haag
- 1957 Gemeinden Kühnicht und Klein Neida (mit Groß Neida)
- 1. Juli 1993: Gemeinde Bröthen (mit Michalken)
- 1. Januar 1994: Gemeinde Knappenrode
- 1. Januar 1996: Gemeinden Schwarzkollm (mit Koselbruch, Petzerberg und Neukollm) und Zeißig (mit Klein Zeißig)
- 1. Juli 1998: Gemeinde Dörgenhausen

### Einwohnerentwicklung

Einwohnerentwicklung von 1871 bis 2017

Die Einwohnerzahl von Hoyerswerda stieg im Mittelalter und der frühen Neuzeit nur langsam. Durch die zahlreichen Kriege, Seuchen und Hungersnöte ging sie immer wieder zurück. Bis Mitte des 20. Jahrhunderts lebten in der Stadt nur einige tausend Menschen. Nach dem Bau des Braunkohleveredelungswerkes Gaskombinat Schwarze Pumpe im Jahre 1955 beschleunigte sich das Bevölkerungswachstum rasant. Die Einwohnerzahl stieg von rund 10.000 im Jahre 1956 auf ihren historischen Höchststand von über 71.000 im Jahre 1981. Inzwischen ist die Bevölkerungszahl jedoch wieder stark gesunken.
Am 31. Dezember 2018 betrug die amtliche Einwohnerzahl von Hoyerswerda nach Fortschreibung des Statistischen Landesamtes des Freistaates Sachsen 32.658 (nur Hauptwohnsitze). Seit der Wende in der Deutschen Demokratischen Republik hat die Stadt vor allem wegen der Abwanderung aufgrund der hohen Arbeitslosigkeit und in zunehmendem Maße wegen des Geburtendefizits über die Hälfte ihrer Bevölkerung (rund 36.000 Personen) verloren. In Bezug auf die damaligen Stadtgrenzen hat Hoyerswerda seit Ende 1988 sogar rund 60 Prozent seiner Bewohner (über 40.000 Personen) eingebüßt. Von der TU Dresden wurden 2011 für Hoyerswerda für das Jahr 2035 noch 28.700 Einwohner prognostiziert.

## Religionen
Die meisten Einwohner der Stadt Hoyerswerda sind konfessionslos. Besonders in der Neustadt hatten viele Christen ihre nur noch losen kirchlichen Bindungen am neuen Wohnort fallen gelassen und die Kirchenmitglieder bildeten nur eine kleine Minderheit.

### Evangelische Kirche in Deutschland
Zur EKD zählen sich drei Gemeinden. Diese gehören zur Evangelischen Kirche Berlin-Brandenburg-schlesische Oberlausitz.
Johanneskirchengemeinde

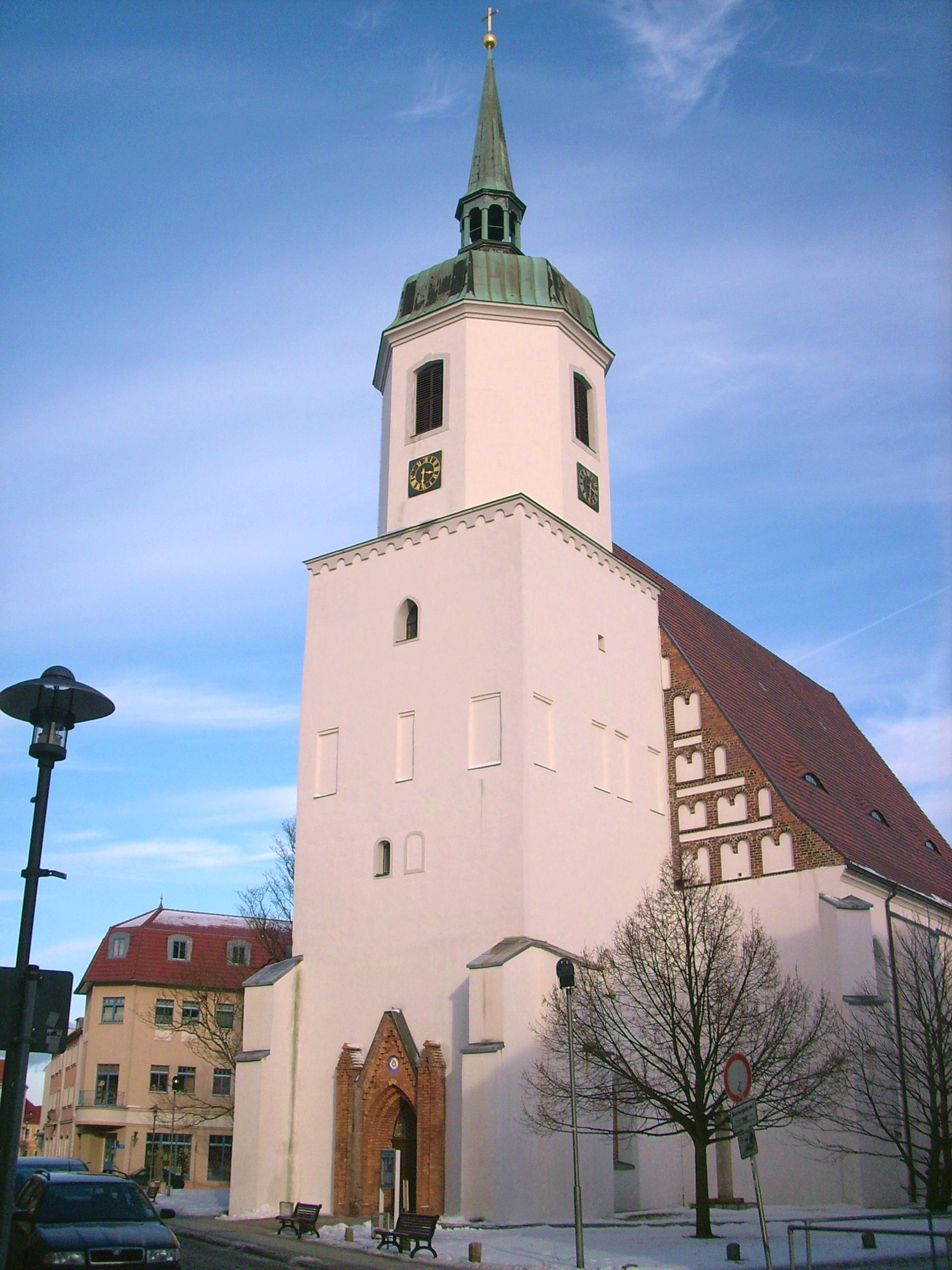
Johanneskirche

Zur Johanneskirchengemeinde gehören neben der Altstadt rund 10 zum Teil sorbisch geprägte Ortsteile und Dörfer, in unmittelbarer Nähe der Stadt. Die Johanneskirche Hoyerswerda zählt zu den ältesten Gebäuden der Stadt. Als Gemeindehaus und Winterkirche dient eine Otto-Bartning-Notkirche von 1951. Sie wurde auf den Grundmauern der Superintendentur 1947 als sogenanntes Schwedenhaus errichtet und erhielt den Namen „Lutherhaus“.
Evangelische Kirchgemeinde Hoyerswerda-Neustadt
Die Evangelische Kirchgemeinde Hoyerswerda-Neustadt umfasst die Neustadt Hoyerswerdas. Die eigenständige Gemeinde wurde Anfang 1966 gegründet und übernahm eine 1902/1903 erbauten Friedhofskapelle und baute diese bis September 1968 zum Martin-Luther King-Haus um. Am 8. Oktober 1989 wurde das erweiterte Martin-Luther-King-Haus Hoyerswerda eingeweiht. Um den Festakt mit Staatsvertretern nicht zu gefährden, fanden vorher keine Demonstrationen statt. Alle evangelischen Pfarrer waren seit 1970 feindlich-negativ durch die Stasi erfasst worden, weil sie sich mit Sozial- und Bildungsarbeit für Arbeiter beschäftigten.
Evangelische Kirchengemeinde Schwarzkollm
Die Evangelische Kirchengemeinde Schwarzkollm im Ortsteil Schwarzkollm feierte im Jahr 2010 in der Kirche zu Schwarzkollm ihr 150-jähriges Kirchweihjubiläum der Wiedereinweihung ihrer Kirche 1860.

### Katholische Kirche
Bis 1540 führte auch eine Osterreiterprozession zwischen Wittichenau und Hoyerswerda. Mit der Einführung der Reformation in Hoyerswerda am 24. Juni 1540 fand auch das Glaubensleben der Katholiken an der Stadtkirche (Johanneskirche) ein vorläufiges Ende. Nur von 1572 bis 1580 gelang es der Standesherrschaft nochmals einen katholischen Priester an die Stadtkirche zu berufen.
Katholische Pfarrgemeinde „Heilige Familie“

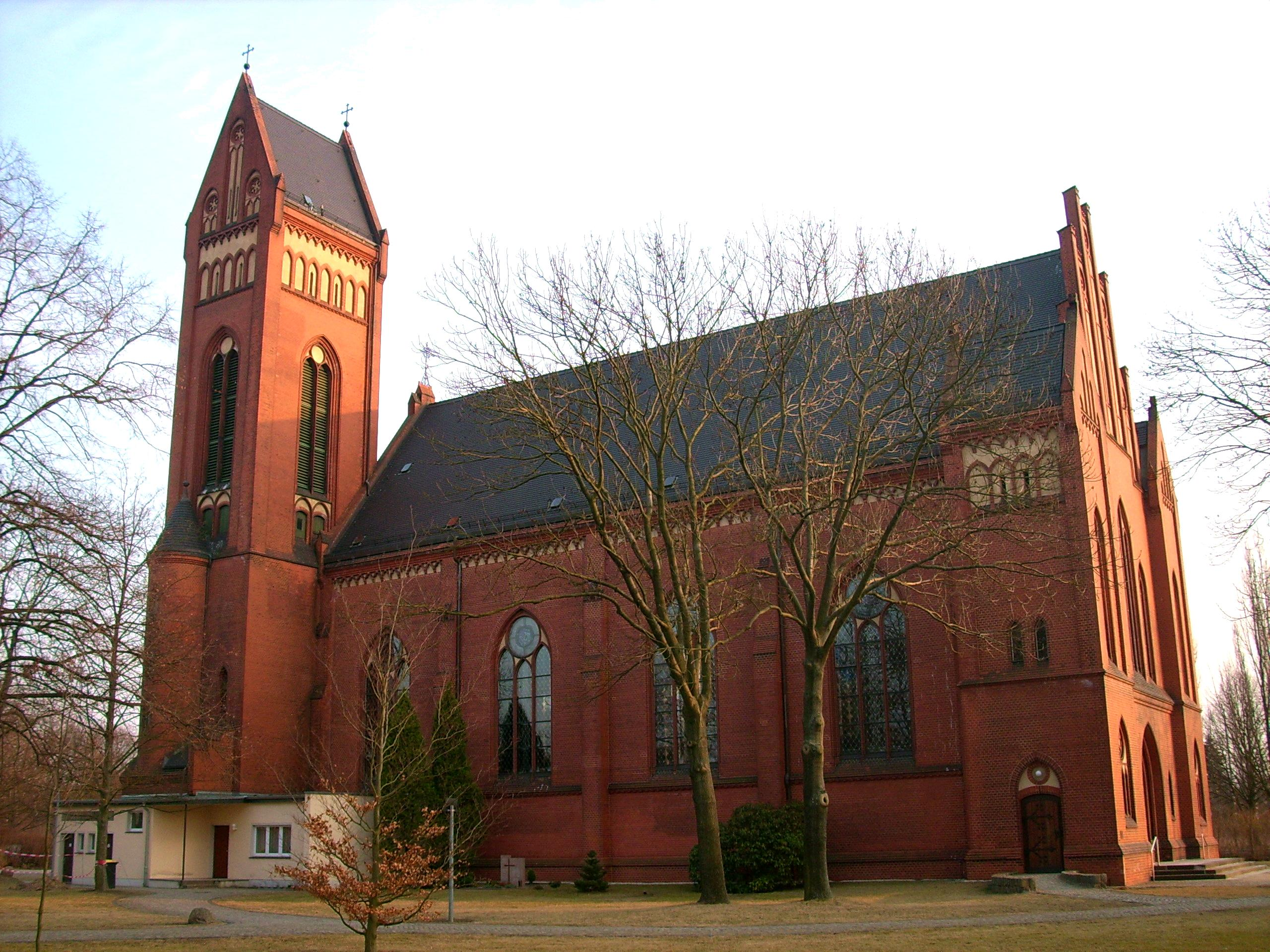
Katholische Kirche Heilige Familie

Durch die Zuwanderung von Katholiken durch die Industrialisierung in der Lausitz wurde ein Kirchenbau notwendig. Am 12. Oktober 1913 wurde der Grundstein für die Pfarrkirche zur Heiligen Familie gelegt. Die Weihe erfolgte dann am 25. Mai 1914 durch Weihbischof Karl Augustin aus Breslau. Im Jahre 1963 wurde die Orgel, die heute noch wöchentlich bespielt wird, neu intoniert.
Durch den Bau der Neustadt und die Zuwanderung katholischer Spätaussiedler aus Oberschlesien 1966 erschien ein zweiter Kirchenbau notwendig. So wurde von 1978 bis 1980 das Gemeindezentrum „Thomas Morus“ in Kühnicht als einer der wenigen Kirchenneubauten in der DDR errichtet. Die Kirche wurde aus Plattenbauelementen errichtet und war äußerlich kaum als Kirche zu erkennen. Das Gemeindezentrum beherbergte von 1991 bis 2011 ein Kloster der Franziskanerinnen von Reute. Zur Pfarrgemeinde gehören heute noch die Katholische Kuratie „Zu den heiligen Schutzengeln“ Lohsa und die Katholische Kirchengemeinde „St. Josef“ Lauta außerhalb Hoyerswerdas.
Katholische Pfarrgemeinde St. Mariä Himmelfahrt Wittichenau-Kapelle Dörgenhausen
Da sich der heutige Ortsteil Dörgenhausen im Besitz des Klosters St. Marienstern befand, blieb er auch nach der Reformation katholisch. So gehört die 1952–1953 errichtete Kapelle in Dörgenhausen auch heute noch zur Katholischen Pfarrgemeinde St. Mariä Himmelfahrt in Wittichenau.

### Andere Konfessionen und Religionsgemeinschaften
Neben der Pfingstgemeinde mit ihrem Charismatischen Zentrum, dem Apostelamt Jesu Christi in der ehemaligen Kreuzkirche, der Neuapostolischen Kirche mit ihrer im November 1992 eingeweihten Kirche, den Zeugen Jehovas mit dem Königreichssaal und dem Gemeinschaftshaus der Landeskirchlichen Gemeinschaft gibt es auch Versammlungen der Evangelischen freien Christus-Gemeinde Hoyerswerda, der Freikirche der Siebenten-Tags-Adventisten und der Evangelisch-Freikirchlichen Gemeinde (Brüdergemeinde).

## Politik

### Stadtrat
Der Stadtrat besteht aus 30 Mitgliedern. Bei den Stadtratswahl am 9. Juni 2024 ergaben sich die in den Diagrammen dargestellten  Stimm- und Sitzverteilungen:
- Linke: 2
- SPD: 4
- Grüne: 1
- Aktiv: 4
- FWV: 2
- CDU: 7
- KBH: 1
- AfD: 9

|  |  |

| Parteien und Wählergemeinschaften       | 2024          | 2024   |               | 2019   | 2019          | 2014   | 2014 |
| Parteien und Wählergemeinschaften       | Stimmenanteil | Sitze  | Stimmenanteil | Sitze  | Stimmenanteil | Sitze  |      |
| AfD                                     | 30,5 %        | 9      | 26,4 %        | 8      | –             | –      |      |
| CDU                                     | 22,2 %        | 7      | 20,6 %        | 7      | 29,8 %        | 10     |      |
| SPD                                     | 12,0 %        | 4      | 13,3 %        | 4      | 13,2 %        | 4      |      |
| Bürgerbündnis Aktives Hoyerswerda       | 11,3 %        | 4      | 08,5 %        | 2      | 08,2 %        | 2      |      |
| Die Linke                               | 7,9 %         | 2      | 17,2 %        | 5      | 25,0 %        | 8      |      |
| Freie Wählervereinigung StadtZukunft    | 07,6 %        | 2      | 10,3 %        | 3      | 16,2 %        | 5      |      |
| Bündnis 90/Die Grünen                   | 04,4 %        | 1      | 03,8 %        | 1      | 01,3 %        | –      |      |
| Konservatives Bürgerbündnis Hoyerswerda | 04,2 %        | 1      | –             | –      | –             | –      |      |
| Heimat                                  | –             | –      | –             | –      | 04,4 %        | 1      |      |
| FDP                                     | –             | –      | –             | –      | 01,7 %        | –      |      |
| Gesamt                                  | 100 %         | 30     | 100 %         | 30     | 100 %         | 30     |      |
| Wahlbeteiligung                         | 60,3 %        | 60,3 % | 54,8 %        | 54,8 % | 38,6 %        | 38,6 % |      |

Die Partei AfD stellt seit 2019 die größte Fraktion im Stadtrat von Hoyerswerda.

### Bürgermeister
Bei der Wahl des Oberbürgermeisters am 10. September 2006 konnte Stefan Skora (CDU) 45,73 % der Stimmen auf sich vereinen. Da er nicht die absolute Mehrheit erreichen konnte, musste er zwei Wochen später in einer Stichwahl gegen den Einzelbewerber Sandro Fiebig antreten und gewann diese mit 53,7 %. Aufgestellt wurde Skora als Kandidat für „Die Wahlplattform für Hoyerswerda“, die sich aus den Stadtratsfraktionen von CDU, FDP, Freie Wähler StadtZukunft und SPD zusammensetzte. Skoras Amtsvorgänger war Horst-Dieter Brähmig (PDS). 2013 wurde Skora, abermals nach zwei Wahlgängen, wiedergewählt.
Am 6. September 2020 fand die Neuwahl des Oberbürgermeisters statt, bei der keiner der Kandidaten die absolute Mehrheit erreichen konnte. Im zweiten Wahlgang am 20. September 2020 erreichte Torsten Ruban-Zeh (SPD) mit 44,3 % die meisten Stimmen, gefolgt von Dorit Baumeister (Wahlbündnis für Dorit Baumeister (Die Linke, Bündnis 90/Die Grünen, Aktives Hoyerswerda)) mit 33,4 %, Marco Gbureck (AfD) mit 16,2 % und Claudia Florian (CDU) mit 6,1 %.
Liste der Bürgermeister bzw. Oberbürgermeister
- 1906–1925: Paul Hamann
- 1925–1937: Paul Bautz
- 1937–1943: Wilhelm Lindau
- 1943–1945: Hermann Prasse
- 1945 (April bis Mai): Albert Kühn
- 1945 (Mai bis August): Karl Kranich
- 1945–1949: Kurt Geppert
- 1949–1951: Karl Lindner
- 1951–1952: Walter Landgraf
- 1952–1954: Hermann Neumann
- 1955–1958: Arno Pinkau (SED)
- 1959–1960: Herbert Krauss
- 1960–1974: Arno Pinkau (SED)
- 1974–1987: Roland Naumann
- 1987–1990: Christel Rudolph
- 1990–1991: Wolfgang Skoddow (parteilos)
- 1991 (Juni bis September): Klaus Naumann (SPD)
- 1991–1994: Armin Ahrendt (CDU)
- 1994–2006: Horst-Dieter Brähmig (PDS); Wahlen: 1994; 2001
- 2006–2020: Stefan Skora (CDU/Die Wahlplattform für Hoyerswerda); Wahlen: 2006, 2013
- seit 2020: Torsten Ruban-Zeh (SPD); Wahl: 2020

### Wappen
| Wappen von Hoyerswerda | Blasonierung: „In Silber auf grünen Hügeln drei grüne Eichbäume mit Blättern und Früchten, die unteren Äste gestümmelt.“ |
| Wappen von Hoyerswerda | Wappenbegründung: Das Stadtwappen Hoyerswerdas greift mit den drei grünen Eichen ein Motiv auf, das bereits auf dem ältesten bekannten Stadtsiegel Verwendung fand. Die Eichen, slawisch dub, gehen vermutlich auf die Herren Berka von Dubá zurück, denen von 1382 bis 1442 die Herrschaft Hoyerswerda gehörte. Das Wappen selbst ist relativ jung. Der Heraldiker Otto Hupp gab 1898 für deutsche Kommunen, so auch für Hoyerswerda, eine wappenartige Darstellung des Siegels an. Diese Darstellung wurde nach geringer Modifikation später offiziell übernommen. |

### Städtepartnerschaften

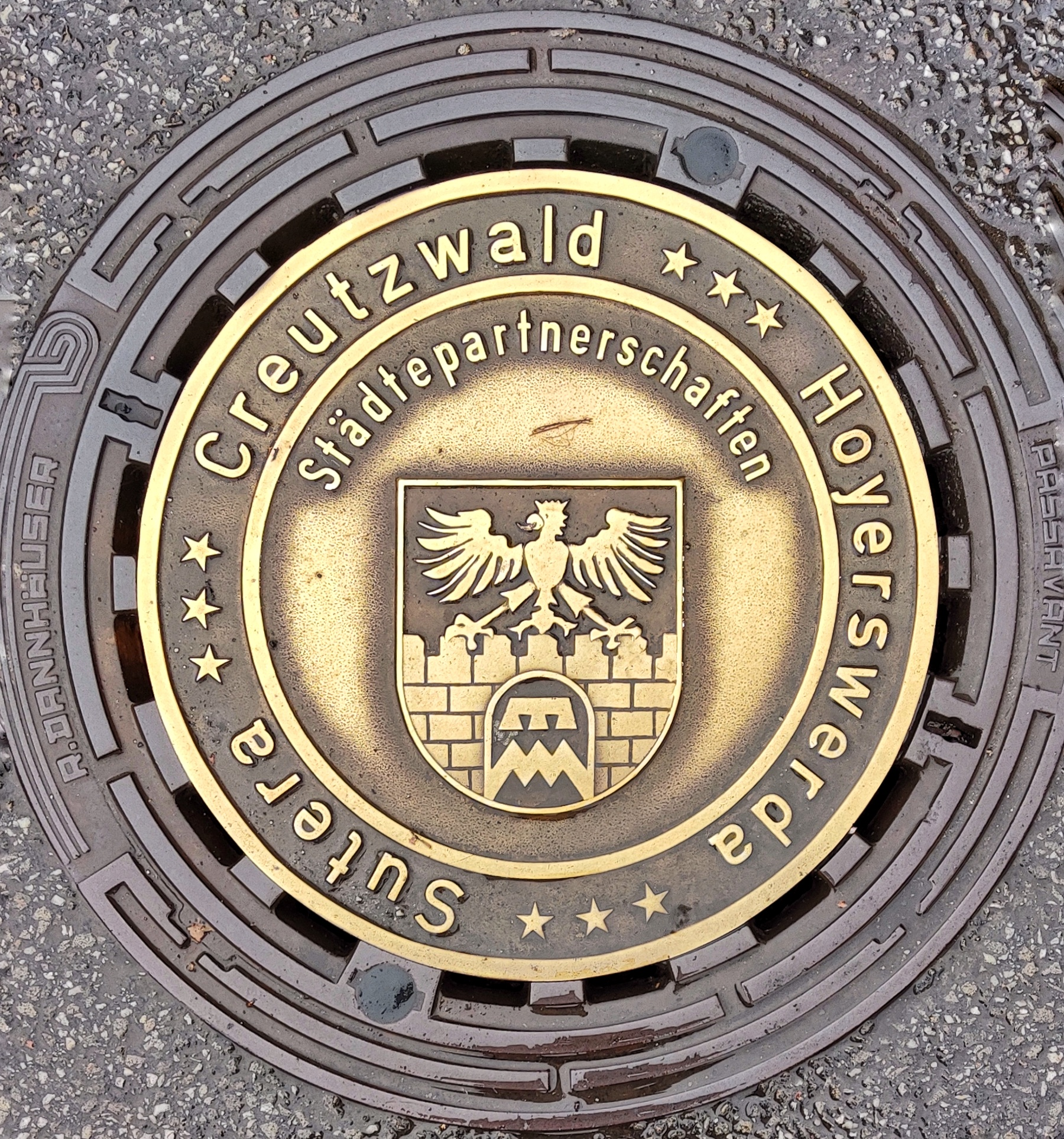
Schachtdeckel in Dillingen

Bereits 1988 konnte Hoyerswerda mit der westdeutschen Stadt Dillingen/Saar eine Partnerschaft ratifizieren. In der Wendezeit wurde zudem eine Städtebeziehung mit Pforzheim und Solingen geschlossen.
Die partnerschaftlichen Beziehungen zwischen den Volkshochschulen Hoyerswerdas und der finnischen Stadt Huittinen waren 1998 der Anlass für eine Partnerschaft zwischen den beiden Städten. Auf ähnliche Weise kam es 2006 zur Partnerschaft mit dem polnischen Kreis Środa Wielkopolska; Zwischen dem Léon-Foucault-Gymnasium Hoyerswerda und dem Lyzeum in der Stadt Środa Wielkopolska bestanden bereits partnerschaftliche Beziehungen. Seit 2023 besteht eine Städtepartnerschaft mit Slatopil in der Ukraine. 
Aus der Zeit vor den Eingemeindungen bestehen seit 1990 Partnerschaften zwischen Schwarzkollm und den bayerischen Gemeinden Heinersreuth und Stephanskirchen sowie seit 1980 zwischen Zeißig und der tschechischen Gemeinde Příkazy im Okres Olomouc.

## Kultur und Sehenswürdigkeiten

### Museen und Bibliotheken
Das örtliche Heimatmuseum befindet sich im Schloss Hoyerswerda. Weitere museale Einrichtungen sind das Zuse-Computer-Museum und die Energiefabrik Knappenrode. Seit 2020 befindet sich die Liegnitzer Sammlung (Gegenstände aus Niederschlesien) in der Stadt.
Die Brigitte-Reimann-Stadtbibliothek belegt nach eigenen Aussagen Platz 2 im Leistungsvergleich der sächsischen Bibliotheken.

### Bauwerke und Denkmäler

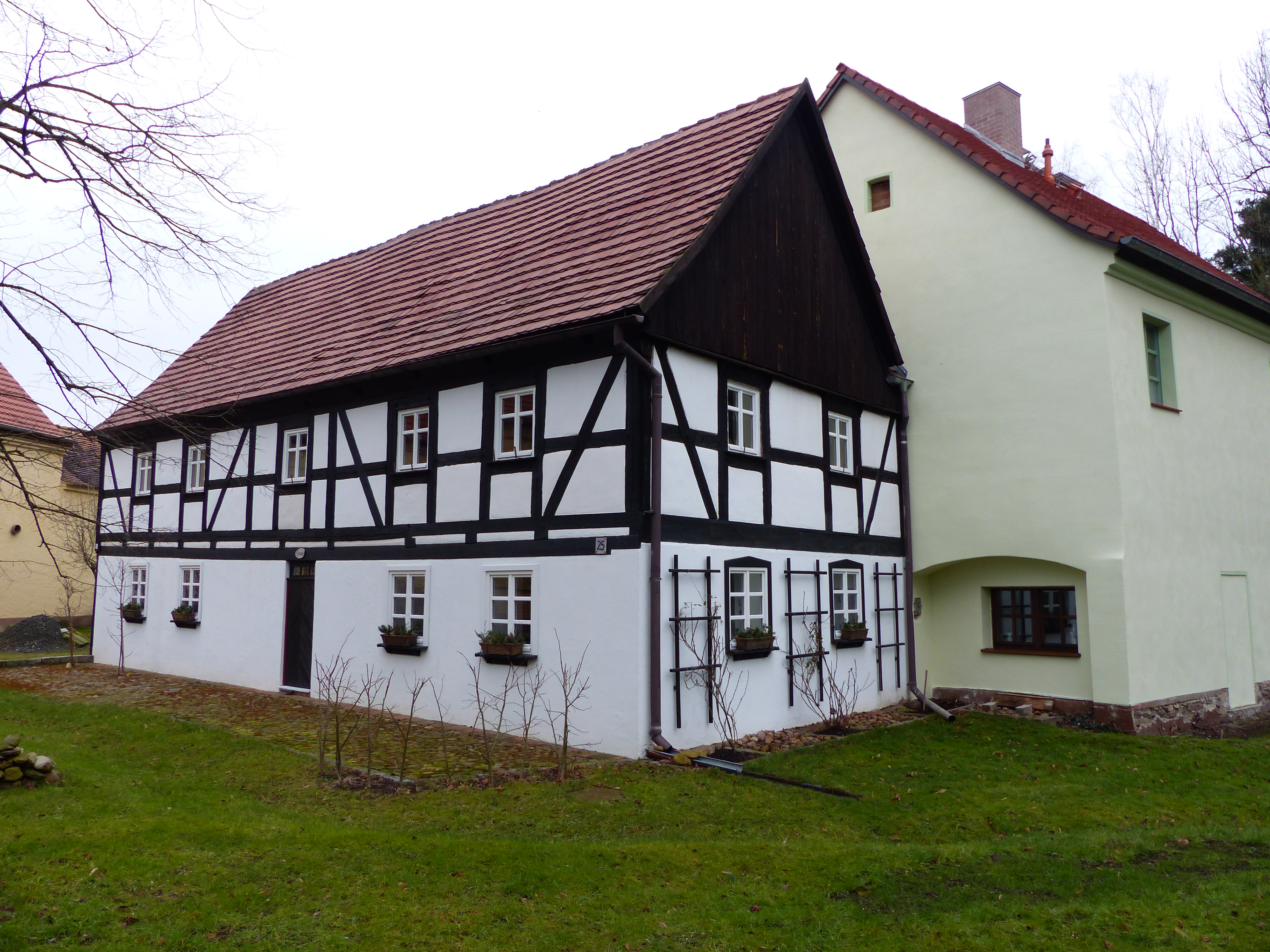
Fachwerk-Umgebindehaus in Dörgenhausen

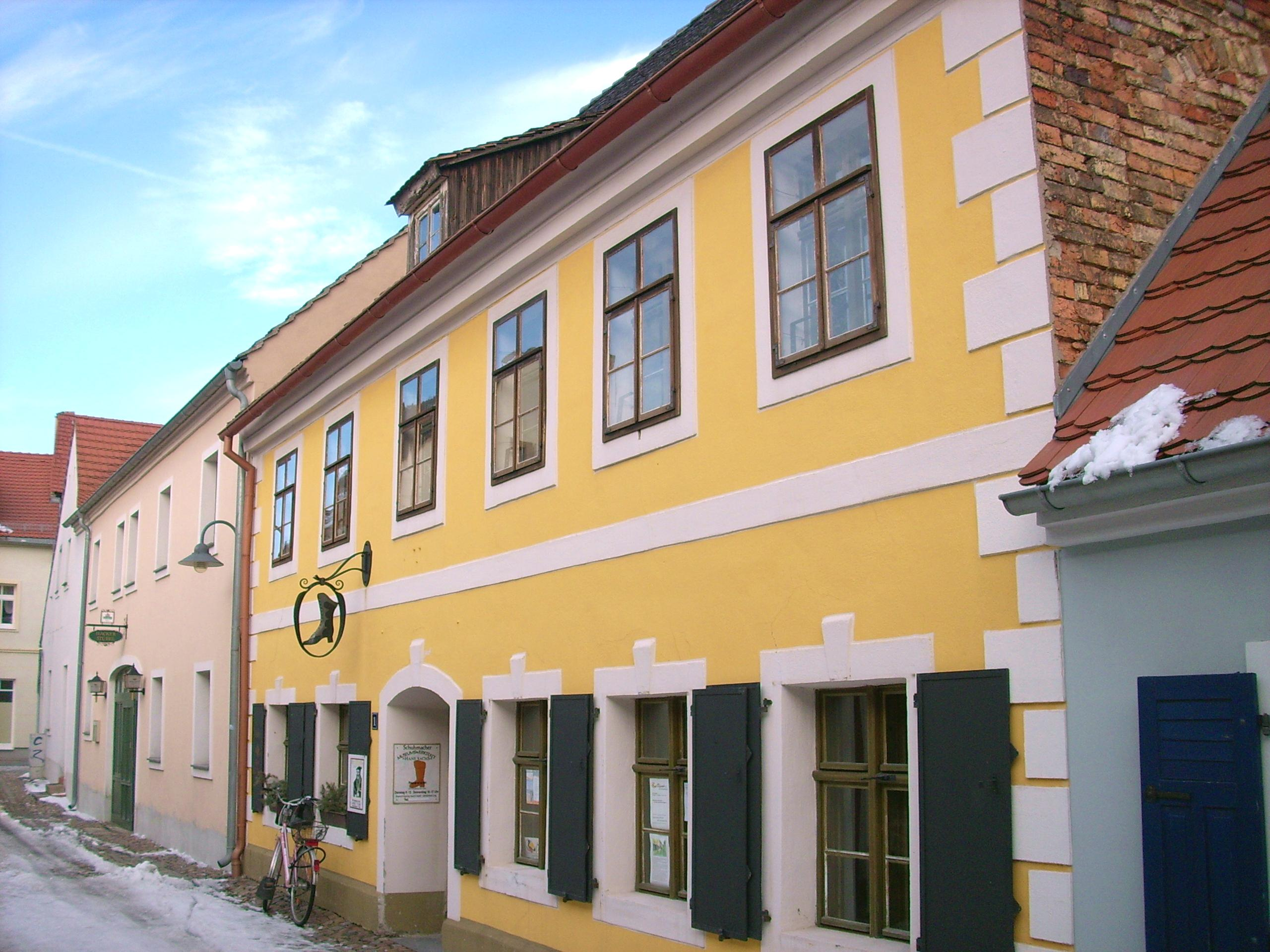
Die Lange Straße ist Kern des Denkmalschutzgebietes der Altstadt Hoyerswerdas

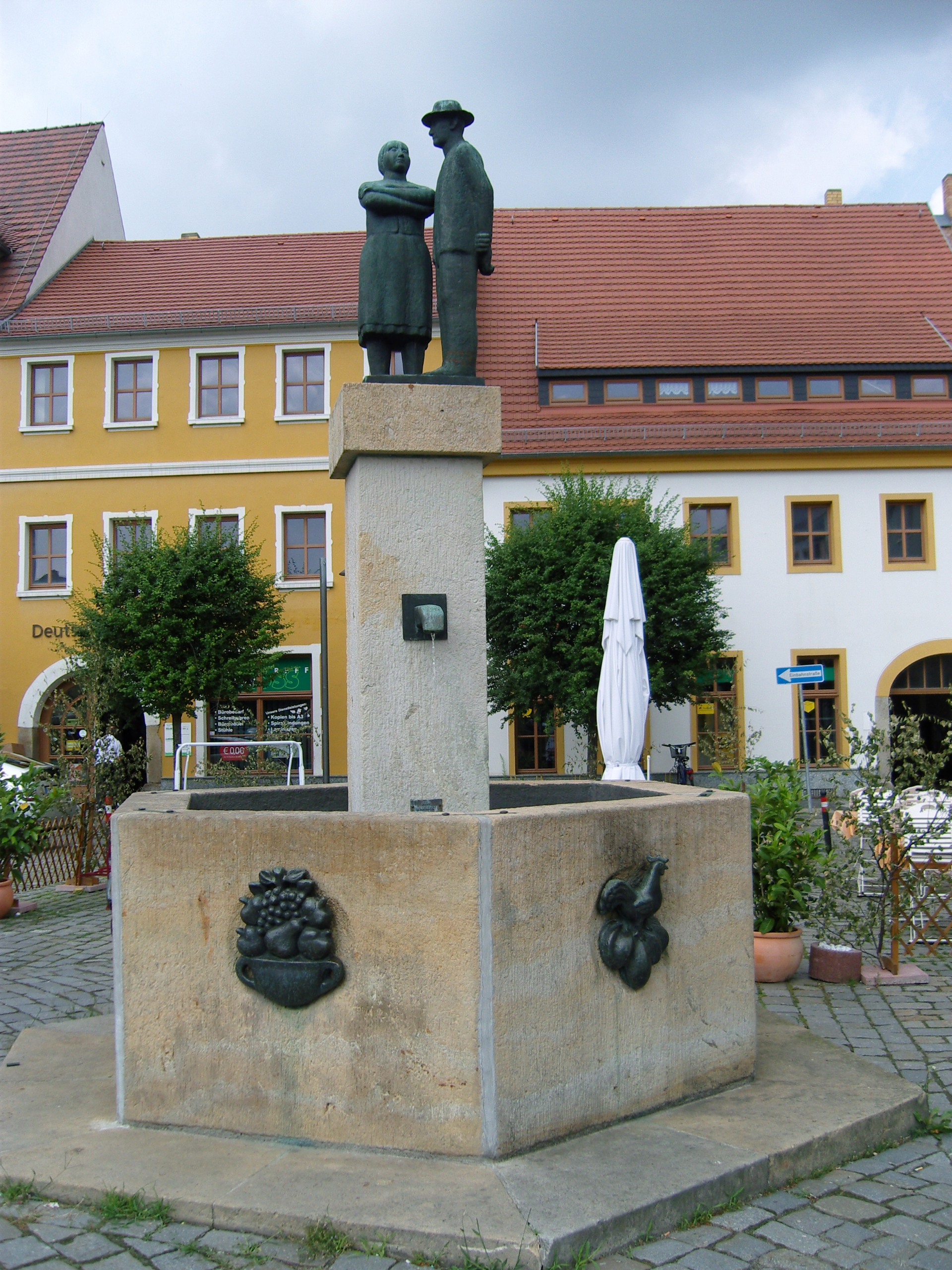
Sorbenbrunnen

Die Hoyerswerdaer Altstadt ist ein gut erhaltenes kleinstädtisches Gebiet. Besonders sehenswert ist die Lange Straße, eine historische Handwerkergasse aus dem 18. Jahrhundert. Sie ist die älteste Straße Hoyerswerdas und in dieser Form mit ihrer eingeschossigen geschlossenen Bebauung vergleichbar selten in Deutschland zu finden.
Zwei Seiten des historischen Marktplatzes sind erhalten, zwei wurden im Zweiten Weltkrieg zerstört. Das Alte Rathaus wurde 1449 im Renaissancestil mit doppelläufiger Freitreppe und Rundbogenportal erbaut und 1680 nach einem Stadtbrand in heutiger Form wiedererrichtet. Vor dem Rathaus steht der Sorbenbrunnen von Jürgen von Woyski, der bis 1994 noch im Hof der Ortenburg in Bautzen stand und nach Hoyerswerda transloziert wurde. Relativ mittig auf dem Marktplatz angeordnet ist die kursächsische Postdistanzsäule mit nach 1815 angebrachten preußischen Meilenangaben. Der Originalschaftteil befindet sich im Museum des Schlosses und das Originalwappenstück im Ringelnatzhaus in Wurzen.
Das Schloss Hoyerswerda ist das älteste Gebäude der Stadt. Es wurde im 13. Jahrhundert als Wasserburg auf einer Insel in der Niederung der Schwarzen Elster erbaut, diente bis ins 15. Jahrhundert als Grenzbefestigung zwischen Böhmen und Brandenburg und wurde in den Jahren 1468 und 1589 völlig zerstört. Nach dem Wiederaufbau zum dreigeschossigen Renaissanceschloss wurde es 1727 erneut umgestaltet und diente der Fürstin Ursula Katharina von Teschen. 1781 ging es in Staatseigentum über und diente seither als öffentliches Gebäude u. a. als königliches Amtsgericht und Gefängnis.

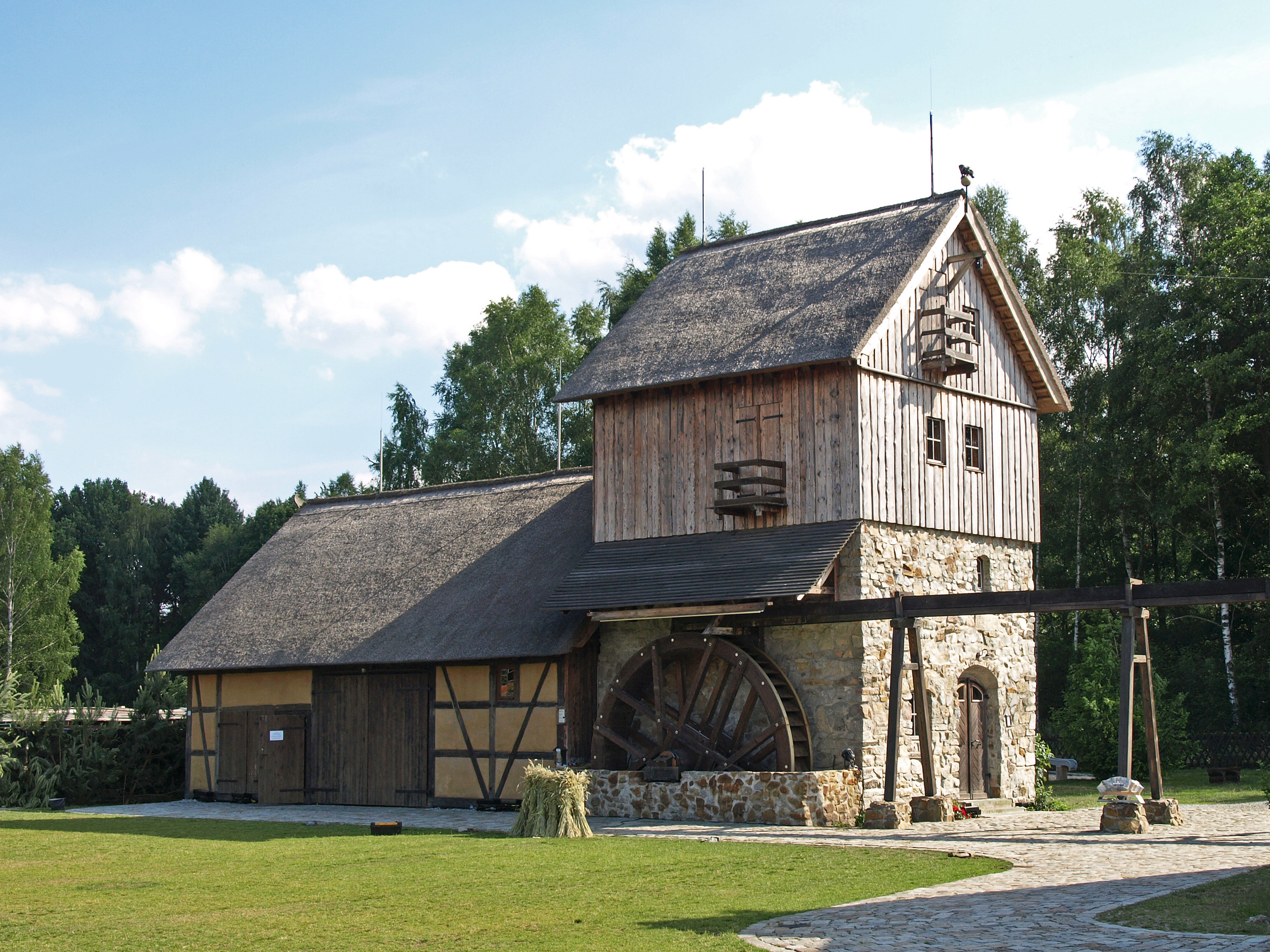
Krabat-Mühle Schwarzkollm

Die Neustadt von Hoyerswerda zeigt in Teilbereichen vergleichsweise hochwertigen Städtebau der DDR-Zeit. Besonders bemerkenswert ist der Park mit Ehrenhain für getötete Sowjetsoldaten in der Nähe des Lausitz-Centers mit einer großen Anzahl von Denkmalen und bildhauerischen Objekten: Sandsteinsäule mit Flammenschale, Bronzeplastik eines Widerstehenden des Bildhauers Jürgen von Woyski, Sandsteintafeln mit Inschriften zum Gedenken an die Opfer des Faschismus – 135 polnische KZ-Häftlinge, vermutlich aus dem Außenlager Niesky/Wiesengrund des KZ Groß-Rosen, die bei einem Todesmarsch im April 1945 ermordet wurden, ebenso wie die 102 deutschen, polnischen und sowjetischen Soldaten, die kurz vor Kriegsende in Hoyerswerda und der näheren Umgebung fielen. Das Planetarium Hoyerswerda in der Neustadt wurde 1966/69 von Bürgern im Nationalen Aufbauwerk errichtet.
Von 1975 bis 1989 wurden bei Internationalen Bildhauersymposien unter der Leitung von Woyski zahlreiche Sandsteinskulpturen geschaffen, die heute in Hoyerswerda aufgestellt sind.
Außerhalb der Kernstadt finden sich die Bockwindmühle Dörgenhausen, 1707 in der Nähe von Teutschendorf erbaut, 1920 nach Dörgenhausen verbracht und von 1922 bis 1942 als Lohnmüllerei in Betrieb, der Zeißighof und die Krabat-Mühle Schwarzkollm.
Die Ortschaften Bröthen, Michalken und Zeißig besitzen jeweils eigene Kriegsgräberstätten.

### Kirchliche Bauten
- evangelische Johanneskirche, dreischiffige, spätgotische Hallenkirche aus dem 14. Jahrhundert, älteste Kirche der Stadt, 1945 ausgebrannt, später restauriert, mit Netz- und Sterngewölbe, Westturm im 19. Jahrhundert ergänzt
- evangelische Marienkirche Schwarzkollm, ursprünglicher gotischer Kirchbau (12./13. Jahrhundert), 1858 durch Brand zerstört und im klassizistisch-romanischen Stil neu errichtet
- evangelisches Gemeindehaus „Dr.-M.-Luther-King-Haus“, 1902/1903 als Friedhofskapelle erbaut, ältestes Gebäude der Neustadt, ab 1966 eigenständige evangelische Kirchengemeinde in der Neustadt, 1989 noch zu DDR-Zeiten erweitert, von einem Park mit altem Baumbestand umgeben
- katholische Pfarrkirche „Zur Heiligen Familie“, 1913/1914 erbaut, neugotisch (im Stil der märkischen Backsteingotik)
- katholische Christus-König-Kapelle Dörgenhausen, 1952/1953 erbaut, gotischer Flügelaltar
- katholisches Gemeindezentrum „St. Thomas Morus“, Kirche aus Plattenbau-Elementen errichtet, 1980 eingeweiht, einer der wenigen Kirchenneubauten in der DDR
- Kreuzkirche, 1754 als rechteckiger Saalbau mit Walmdach und kleinem Dachreiter erbaut, ursprünglich als Begräbniskirche außerhalb der damaligen Stadtgrenzen, während der Befreiungskriege 1813 als Lazarett genutzt, heute Zentrum der Pfingstgemeinde
- Neuapostolische Kirche, 1992 eingeweiht
- Königreichssaal der Zeugen Jehovas

### Parks

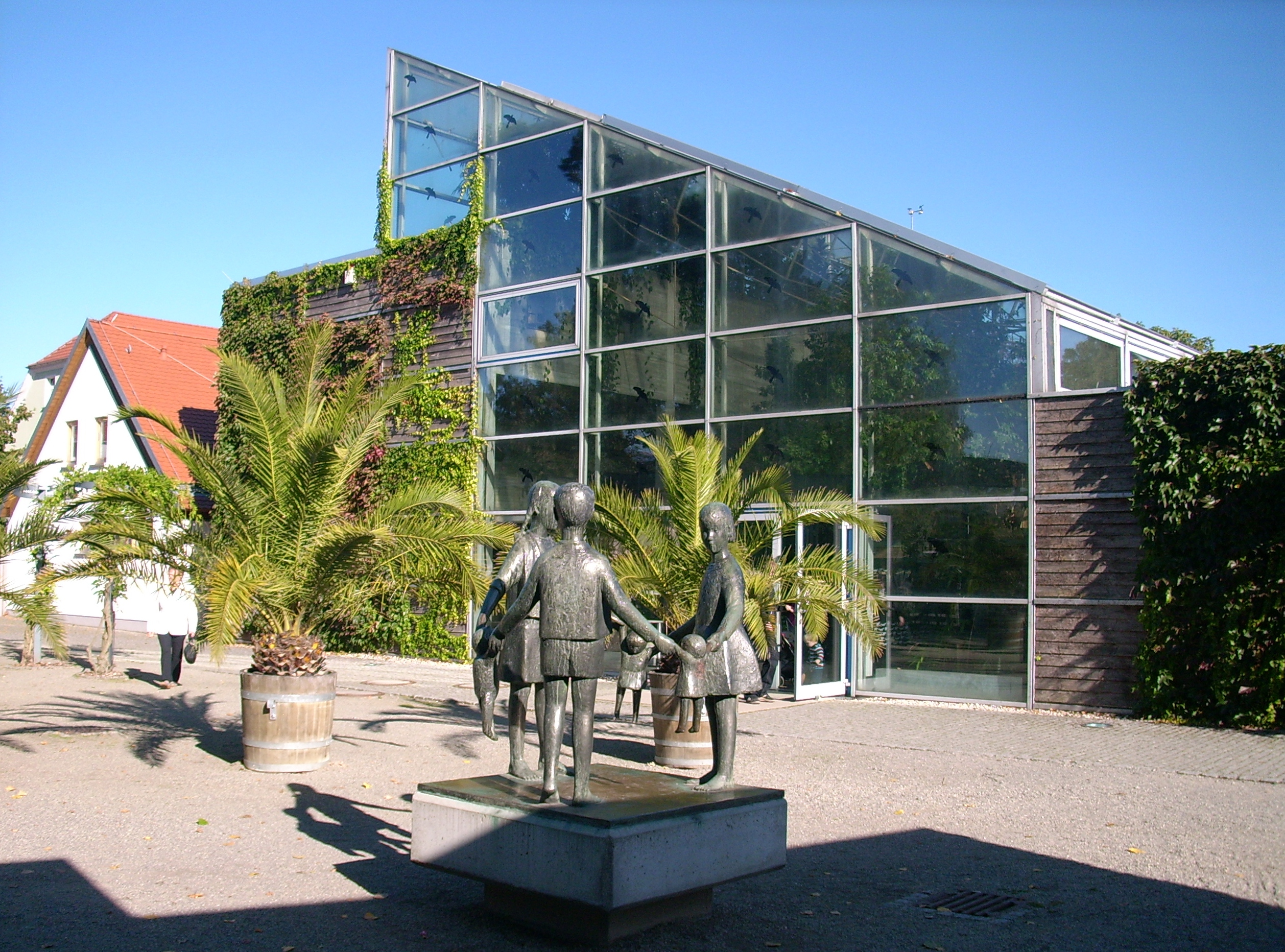
Tropenhaus des Zoos

Unter den Parkanlagen sind der Zoo Hoyerswerda und der Jürgen-von-Woyski-Park in der Altstadt zu nennen.

### Naturdenkmale
siehe auch Liste der Naturdenkmale in Hoyerswerda
- Teufelsmoor Schwarzkollm
- Graureiherkolonie
- Zwischenmoor am Koselbruch

### Regelmäßige Veranstaltungen

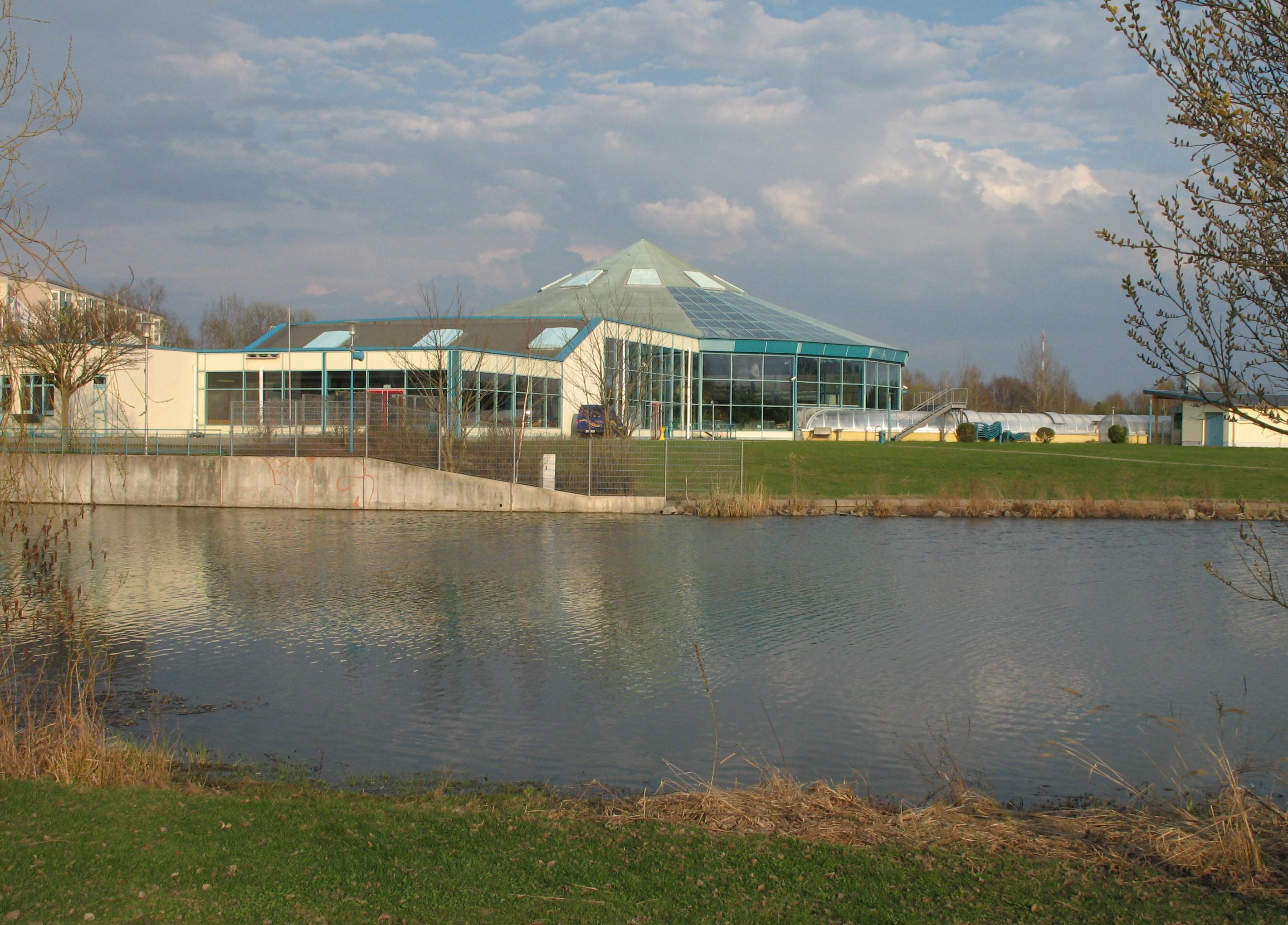
Gondelteich und Lausitzbad

- Musikfesttage der Stadt Hoyerswerda – traditionsreichstes, seit 1966 ununterbrochen stattfindendes Musikfest der Lausitz[27]
- Stadtfest
- Liederfest Hoyschrecke – begann 1997 als Liedermacherfest mit Wettbewerb
- Fabrikfestspiele – der Energiefabrik Knappenrode
- Lausitzer Seenlandmesse – jährlich seit Mai 2010 stattfindende Messe für Outdoor, Urlaub, Freizeit und Wellness
- Krabatpokal – jährlich seit 1995 stattfindender Seesportwettkampf

### Sport
Im „Sportbund Lausitzer Seenland – Hoyerswerda e. V.“ sind 51 Sportvereine organisiert. Bedeutende regionale Vereine sind der LHV Hoyerswerda und die Frauenfußballmannschaft der ehemaligen SpVgg 1919 Hoyerswerda, die lange in der Landesliga spielte, sowie der FC Lausitz Hoyerswerda, der 1999 und 2000 jeweils in den Relegationsspielen zur Regionalliga den Aufstieg verpasste.
Als Sportstätten dienen der Friedrich-Ludwig-Jahn-Sportpark und das Sportforum, unter den Bädern finden sich das Lausitzbad Hoyerswerda und das Naherholungsgebiet Bröthener See.

### Kulinarische Spezialitäten
In der Region werden traditionell viele Gerichte mit Leinöl gegessen bzw. zubereitet wie Gurkensalat, Pellkartoffeln und Quark mit Leinöl, Lausitzer Leinkuchen mit Joghurt, Quarkkuchen, Eingelegter Schafskäse, Zwiebelkuchen, Bratkartoffeln, Kartoffelpuffer, Sprossensalat. Lausitzer Leinöl ist eine geografisch geschützte Angabe. Die Lausitzer Ölmühle in Hoyerswerda wurde 1924 gegründet. Das Schlagen von Leinöl war in der Lausitz schon zu dieser Zeit ein Traditionsgewerbe.
Einige Restaurants bieten auch Gerichte der Sorbischen Küche an wie Sorbische Hochzeitssuppe (Eierstich, Fleischklößchen und Gemüsestreifen), Quark mit Lausitzer Leinöl, Sorbisches Hochzeitsessen (gekochtem Rindfleisch, Meerrettichsoße und Brot oder Petersilienkartoffeln), Holundersuppe sowie Elemente der DDR-Küche wie Soljanka und Schopska-Salat oder Häckerle und Grützwurst (hier speziell mit Buchweizengrütze) der Schlesischen Küche.
Die im Jahr 1790 in einer Hoyerswerdaer Baumschule entdeckte und im 19. Jahrhundert weit verbreitete Birnensorte Grüne Hoyerswerder wurde 2023 zur sächsischen Obstsorte des Jahres gekürt.

### Brauchtum
Wie in der gesamten Lausitz werden auch in der Hoyerswerdaer Region die Sitten und Bräuche der Sorben erhalten. Die Vogelhochzeit wird am 25. Januar gefeiert. Zur Fastnachtszeit wird der Heischegang des Zamperns zelebriert. Das Maibaumstellen und Maibaumwerfen sind besonders bei der Jugend in den Ortsteilen beliebt. Osterwasserholen, Ostersingen, Osterfeuer sowie das Verzieren von Ostereiern sind Bräuche zur Osterzeit.
Katholische Männer des Ortsteils Dörgenhausen nehmen bei der Wittichenauer Osterreiterprozession am Osterreiten teil. In der Walpurgisnacht gibt es vielerorts das Hexenbrennen.
In heutigen Stadtgebiet sind traditionell zwei sorbische Trachten beheimatet. Neben der Tracht der Sorben um Hoyerswerda ist im Ortsteil Dörgenhausen die Tracht der katholischen Sorben anzutreffen. Hier ist aufgrund der katholischen sorbischen Bevölkerung auch Fronleichnam gesetzlicher Feiertag.

### Dialekt und Sprachgebrauch
Es wird Niederlausitzer Mundart gesprochen, was dem Hochdeutschen relativ ähnlich ist. Ferner befindet sich Hoyerswerda im obersorbischen Sprachgebiet. Ein Übergang zur Niedersorbischen Sprache befindet sich erst einige Kilometer nördlich in etwa der Linie der Ortschaften Zerre, Terpe, Sabrodt, Bluno, Proschim und Klein Partwitz. Die sorbische Sprache wird hier aber kaum noch als Muttersprache weitergegeben. Sie kann als Zweitsprache erlernt werden.

## Wirtschaft und Infrastruktur

### Verkehr

#### Straße
Die B 96 von Zittau nach Sassnitz und die B 97 von Dresden zur polnischen Grenze bei Guben durchqueren die Stadt. Die Entfernungen zu den nächsten Anschlussstellen von Bundesautobahnen betragen:
- A 13 (Großräschen) – 36 km
- A 40 (Burkau) – 38 km
- A 15 (Cottbus) – 38 km

Seit Ende 2018 entlastet eine östliche Ortsumfahrung als Verbindung zwischen der B 96 im Süden und der B 97 im Norden die Innenstadt von Hoyerswerda sowie den Ortsteil Zeißig vom Durchgangsverkehr und verkürzt zudem die Fahrzeit zwischen Bautzen und Cottbus wesentlich. Bereits seit 1992 im Bundesverkehrswegeplan, begann ihr Bau im Mai 2017. Der zweite und letzte Bauabschnitt wurde am 20. Dezember 2018 dem Verkehr übergeben. Die etwa 6,7 Kilometer lange Ortsumfahrung kostete rund 20 Millionen Euro.

#### Luftverkehr
Der Verkehrslandeplatz Nardt ist 5 km entfernt, der Flughafen Dresden 59 km.

#### Schienen- und Busverkehr

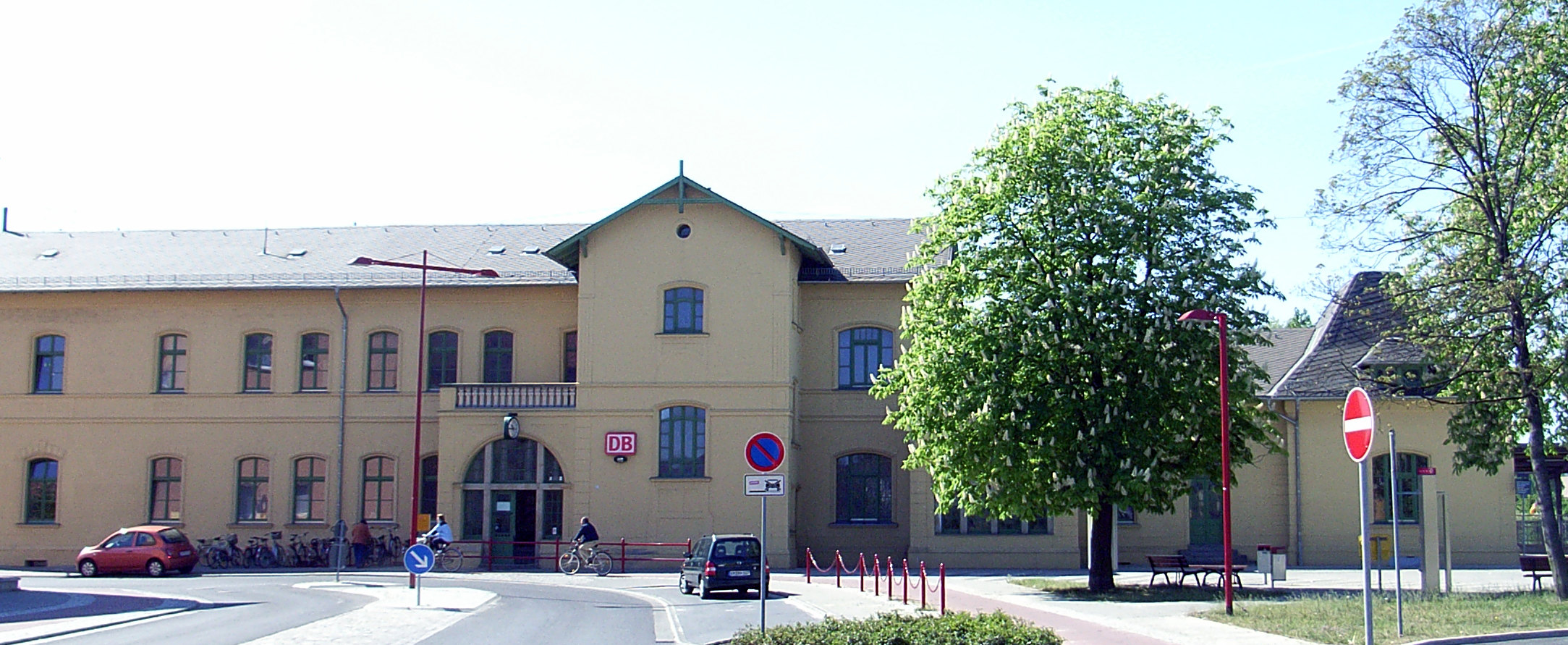
Bahnhof Hoyerswerda

Die Stadt war Knotenpunkt mehrerer Eisenbahnlinien. Als Hauptstrecke führt heute noch die Strecke von Falkenberg/Elster ins polnische Węgliniec am Südrand der Kernstadt entlang. Nordwestlich des Hoyerswerdaer Bahnhofs zweigte die Strecke nach Neupetershain sowie südwestlich die Strecke nach Straßgräbchen–Bernsdorf und südöstlich die Strecke nach Bautzen ab.
Hoyerswerda liegt im Tarifgebiet des Verkehrsverbundes Oberelbe (VVO). In die beiden benachbarten Verkehrsverbünde Oberlausitz-Niederschlesien (ZVON) und Berlin-Brandenburg (VBB) führen verschiedene Bus- und Bahnlinien. Im SPNV verkehren zwei Regional-Express-Linien nach Dresden (RE 15) und Leipzig (RE 11) von DB Regio sowie die Regionalbahnlinie RB 64 Hoyerswerda–Niesky–Görlitz der Ostdeutschen Eisenbahn (ODEG). Hoyerswerda hat seit Dezember 2004 keine Direktverbindung per Bahn mehr nach Cottbus. Alternativverbindungen gibt es stündlich über Ruhland (RE 15 oder RE 11 bis Ruhland, dort Umstieg nach Cottbus) oder per Bus (von Montag bis Freitag stündlich, am Wochenende zweistündlich). Neben dem Bahnhof Hoyerswerda existieren noch der Haltepunkt Hoyerswerda Neustadt (OT Zeißig) und die Bahnhöfe Knappenrode (OT Knappenrode) und Schwarzkollm (OT Schwarzkollm). Der Haltepunkt Hoyerswerda Neustadt und der Bahnhof Hoyerswerda stellen Schnittstellen zu anderen Verkehrsarten dar. Der Bahnhof Knappenrode wird nicht bedient.
Im Stadtverkehr von Hoyerswerda verkehren fünf Buslinien der Verkehrsgesellschaft Hoyerswerda (VGH). Vom 6. Oktober 1989 bis zum 30. Dezember 1994 verkehrte in der Stadt der Oberleitungsbus Hoyerswerda, er war der bislang letzte neu angelegte Obus-Betrieb in Deutschland. Im Regionalverkehr bieten die VGH, Regionalbus Oberlausitz, die Verkehrsgesellschaft Oberspreewald-Lausitz und Neißeverkehr Linien in das Umland und benachbarte Städte an.
Fernbusse verbinden Hoyerswerda zweimal täglich mit Berlin (Fahrtzeit 2,5 Stunden) und einmal am Tag mit Prag.

### Ansässige Unternehmen

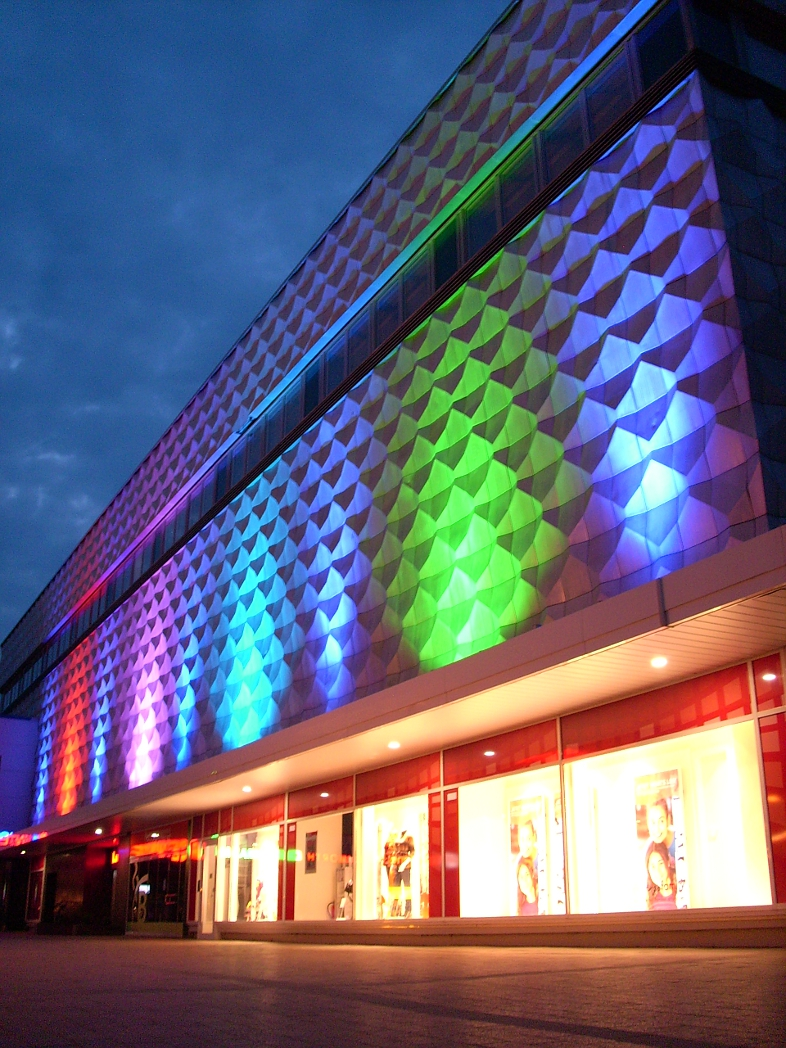
Warenhaus Hoyerswerda

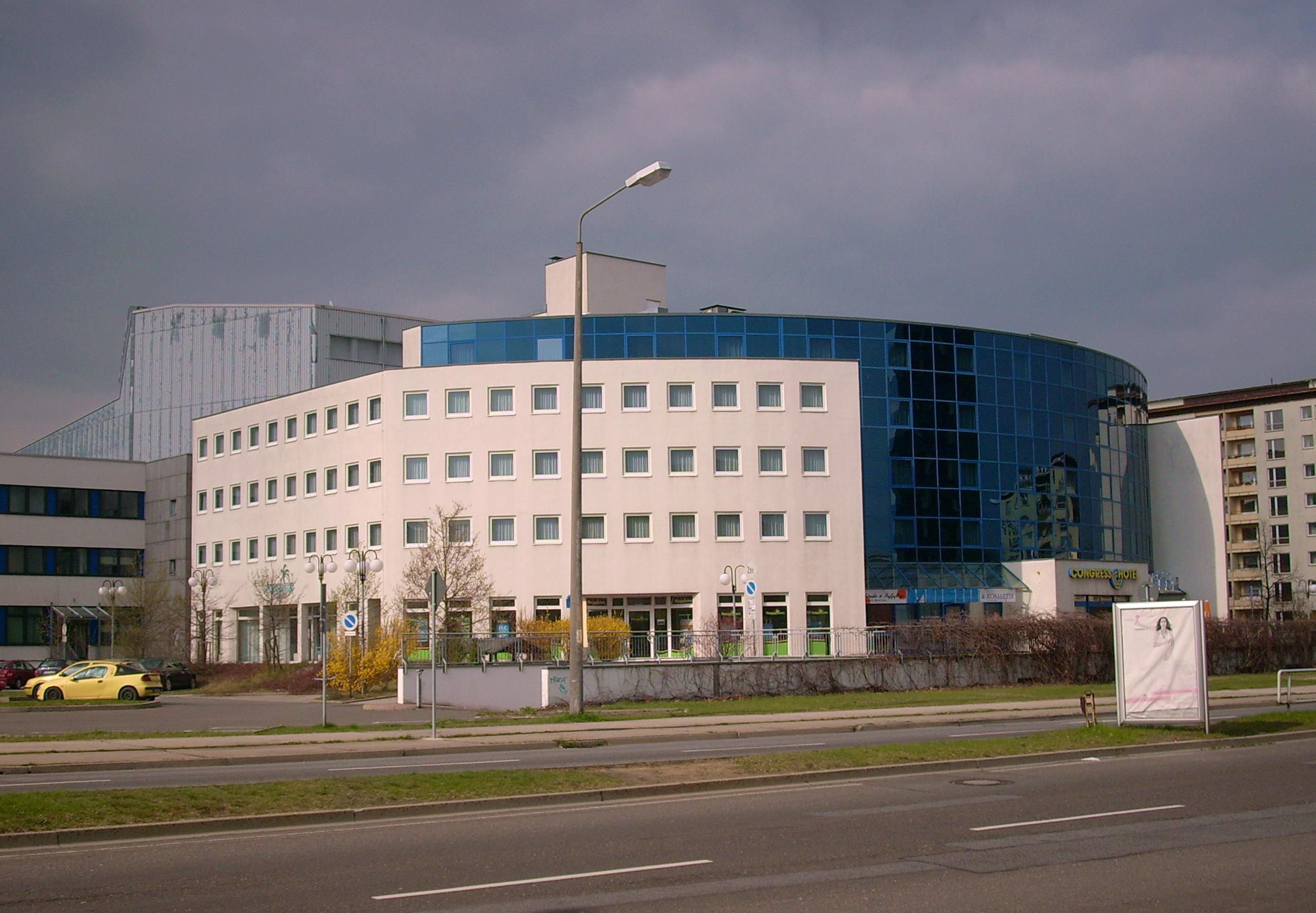
Congress Hotel Hoyerswerda

Seit 1990 durchlebt die Region um Hoyerswerda einen gewaltigen Strukturwandel. Mit dem Zusammenbruch der bestimmenden Monoindustrie – Bergbau- und Energiewirtschaft – ergaben sich in der Lausitz einschneidende Veränderungen. In der Region sind 100.000 bis 150.000 Arbeitsplätze in allen Bereichen verschwunden und wurden nur leicht kompensiert. Es herrschte 2012 eine Arbeitslosenquote von etwa 13 %, im Corona-Frühjahr 2020 lag sie bei 8 %. Mit der hohen Arbeitslosigkeit einher ging eine hohe Abwanderungsrate. Die Abwanderungsrate ist mit über 29 % seit 1989 die höchste in Deutschland. Die Industrie aus dem sekundären Sektor ist fast komplett verschwunden. Hoyerswerda belegt laut einer Statistik des Kinderschutzbundes über Kinderarmut Platz 3 deutschlandweit.
Heute sind nur wenige größere Unternehmen ansässig, obwohl sich in Hoyerswerda unter anderem bis 1990 die Kombinatshauptsitze des Bau- und Montagekombinats Kohle und Energie (größter Baubetrieb der DDR) sowie des Wohnungsbaukombinats Cottbus (größtes Wohnungsbaukombinat) befanden und auch Betriebe anderer Kombinate, wie zum Beispiel VEB Robotron-Elektronik Hoyerswerda, VEB Kraftverkehr Schwarze Pumpe – Sitz Hoyerswerda (welche bis in die 2020er Jahre 60 % der Stadt mit Fernwärme versorgte) und VEB Möbelwerkstätten Hoyerswerda, im Stadtgebiet angesiedelt waren.
Größte Arbeitgeber in Hoyerswerda sind die Stadtverwaltung, die Lausitzer Seenland Klinikum GmbH und die Lausitzer Werkstätten für Behinderte gemeinnützige GmbH.
Die Stadt Hoyerswerda hat zu ihrer weiteren wirtschaftlichen Entwicklung ein Integriertes Stadtentwicklungskonzept in den Bereichen Wirtschaft und Stadtumbau erstellen lassen. Im Stadtumbaukonzept sind die Umgestaltung, ein – sozial verträglicher – Gesundschrumpfungsprozess der Stadt, der Rückbau des Leerstandes an Wohnsubstanz und eine Weiterentwicklung zur modernen Wohn- und Dienstleisterstadt konzipiert. Das Wirtschaftskonzept sieht das im Strukturwandel befindliche Umland als Chance für Hoyerswerda. Das Ziel ist Hoyerswerda als Mittelpunkt und Oberzentrum des Lausitzer Seenlandes, einhergehend mit allen Annehmlichkeiten an Kultur, Bildungs- und Freizeiteinrichtungen.

### Medien
In Hoyerswerda erscheinen Lokalausgaben der Lausitzer Rundschau und der Sächsischen Zeitung, die ihr Material vom Hoyerswerdaer Tageblatt beziehen, einer Redaktion des Hoyerswerdaer Wochenblattverlages. Außerdem erscheint einmal wöchentlich der Wochenkurier.
Über den Sender Hoyerswerda/Zeißig werden unter anderem die lokalen Hörfunksender Lausitzwelle Radio und der Sorbische Rundfunk des MDR ausgestrahlt. Rund 300.000 Menschen können Lausitzwelle Radio im Sendegebiet empfangen. Lausitzwelle Fernsehen bietet ein 24-h Vollprogramm mit Programmteilwiederholungen und ist über zahlreiche Kabelnetze in der Region von 34.000 Haushalten zu empfangen.

### Öffentliche Einrichtungen

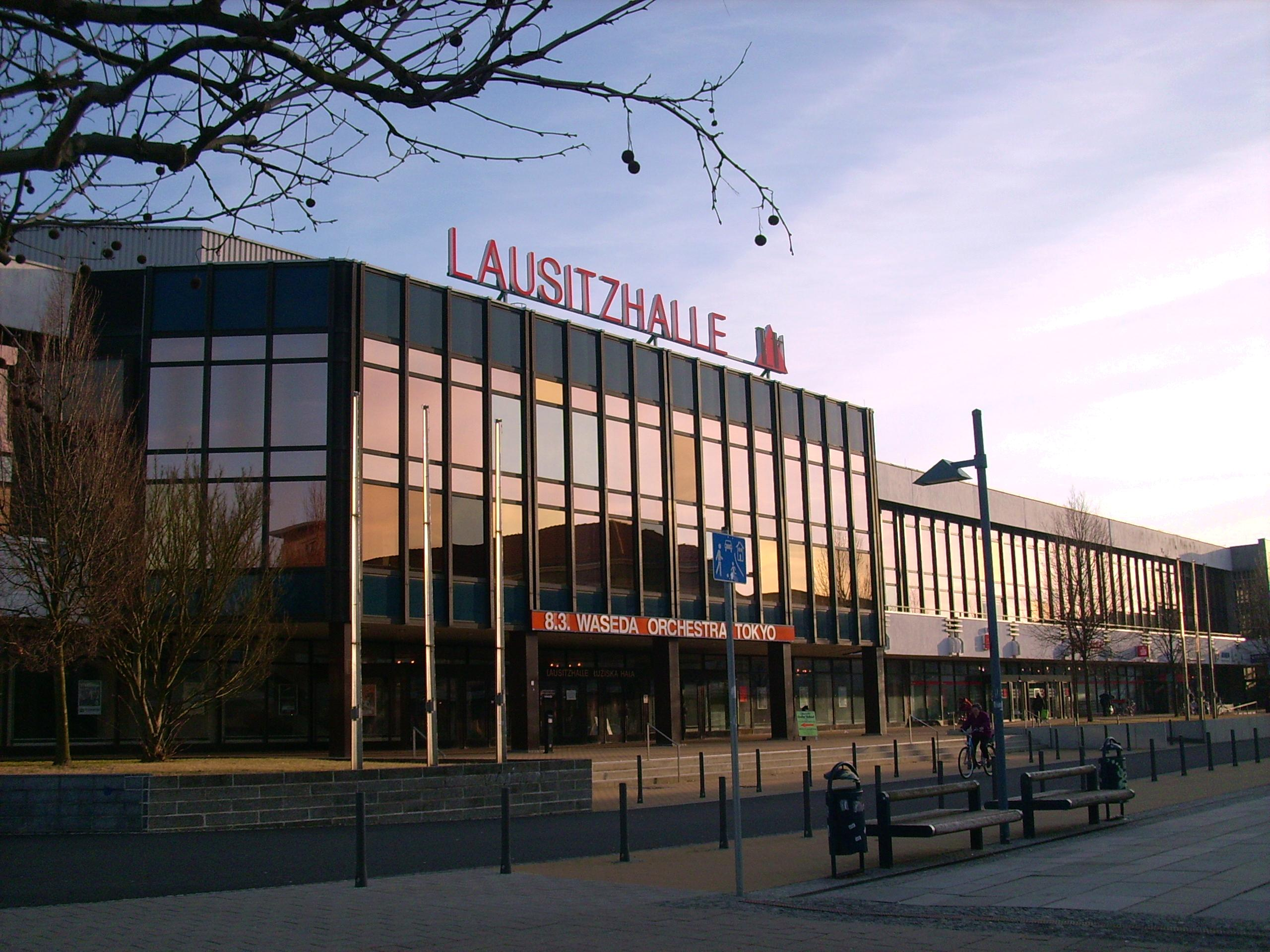
Lausitzhalle

Die Veranstaltungszentren in Hoyerswerda sind die Lausitzhalle Hoyerswerda mit einem Fassungsvermögen von 828 Plätzen, sowie das soziokulturelle Zentrum Kulturfabrik Hoyerswerda e. V., kurz KUFA genannt.
In Hoyerswerda befinden sich ein Amtsgericht, ein Finanzamt, ein Polizeirevier, die Feuerwehr Hoyerswerda mit Berufsfeuerwehr und neun Freiwilligen Feuerwehren sowie die Zweigstelle Hoyerswerda der Staatsanwaltschaft Bautzen. Ein Amt für Brandschutz, Rettungsdienst und Katastrophenschutz, das Gesundheitsamt und ein Bürgeramt des Landratsamtes Bautzen befinden sich ebenfalls in Hoyerswerda.

### Bildung
Hoyerswerda hat vier Grund- und drei Oberschulen, eine Förderschule für geistig Behinderte, eine Förderschule zur Lernförderung, ein Förderzentrum für Behinderte, ein Berufliches Schulzentrum, eine Bildungsstätte für Medizinal- und Sozialberufe, ein Berufsschulzentrum/Berufliche Förderschule, die Konrad Zuse Akademie Hoyerswerda (eine private Hochschule in Kooperation mit der Hochschule Mittweida) sowie drei Gymnasien.
Daneben gibt es eine Volkshochschule und zwei Musikschulen. Die Kinder-Uni Lausitz hat hier ebenfalls ihren Sitz.

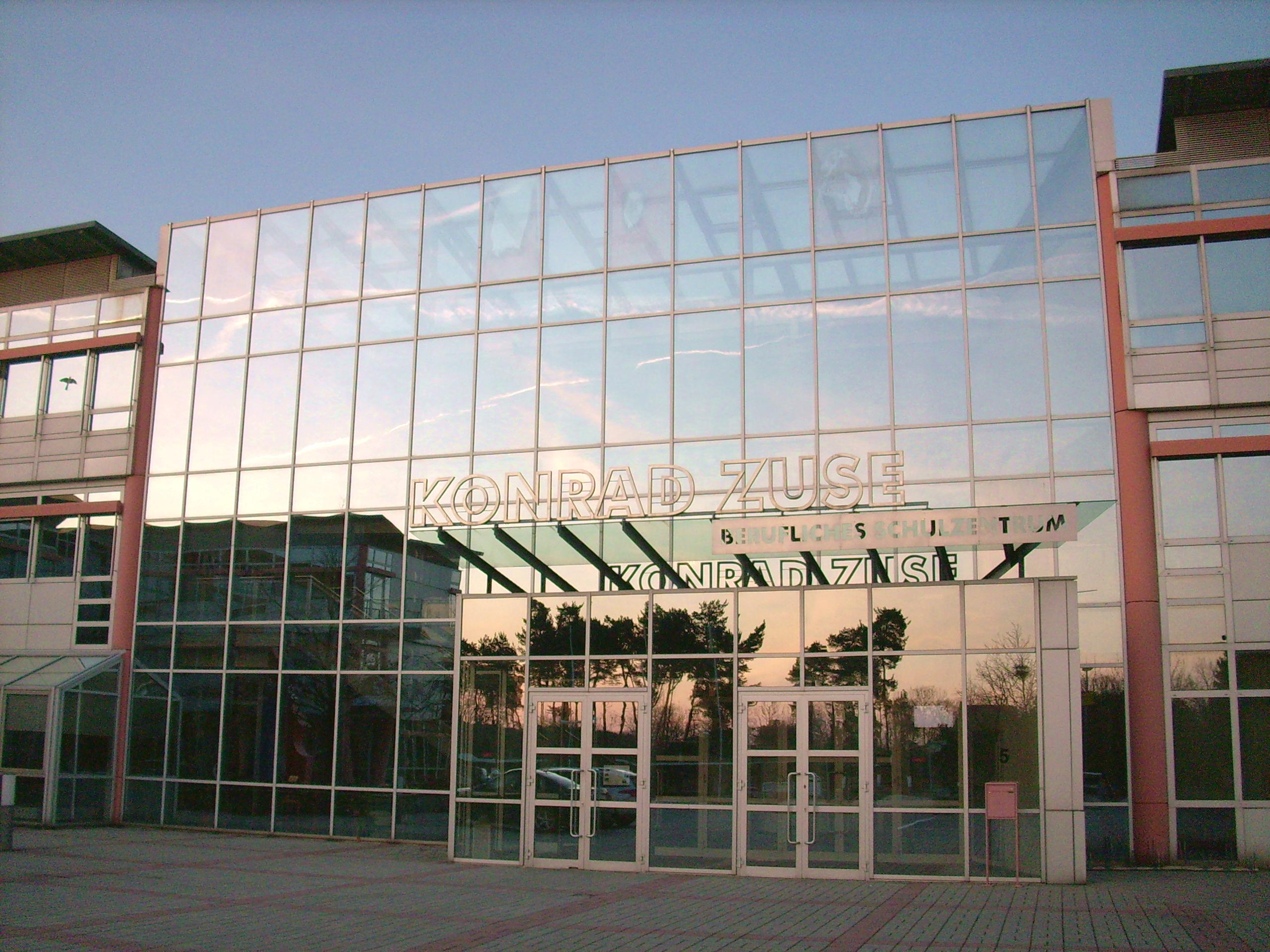
Berufsschulzentrum „Konrad Zuse“
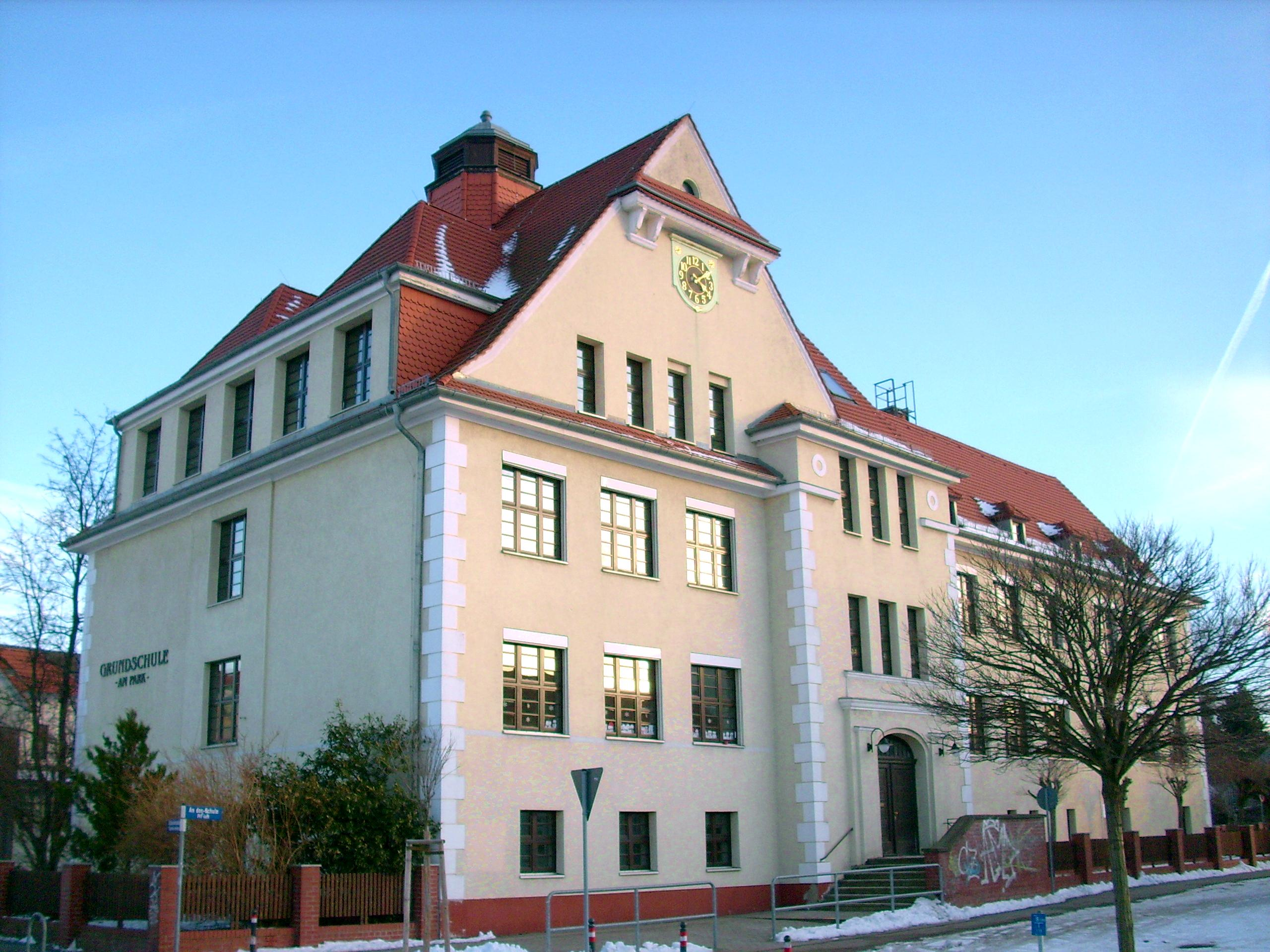
Grundschule am Park
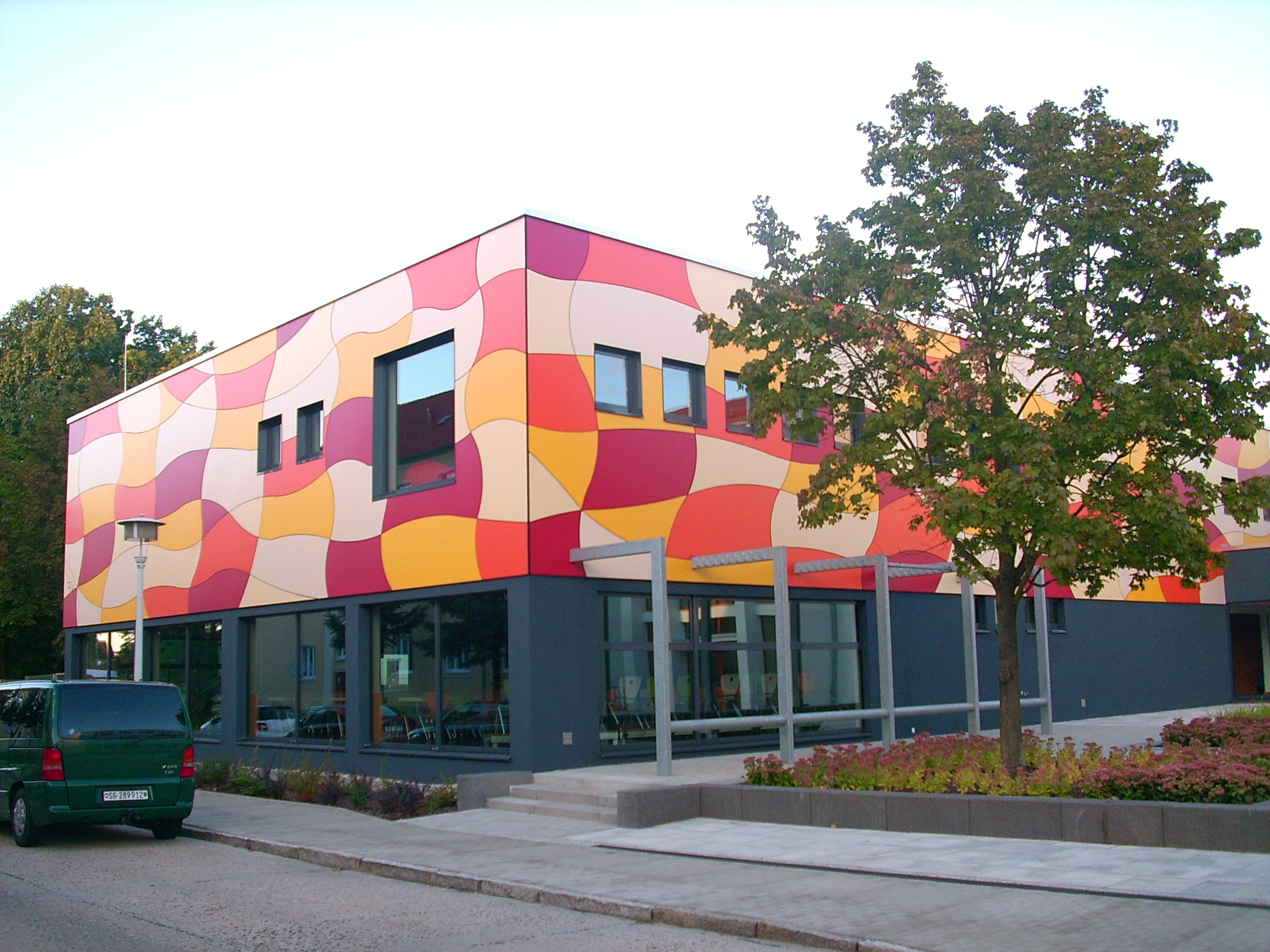
Lessing-Gymnasium
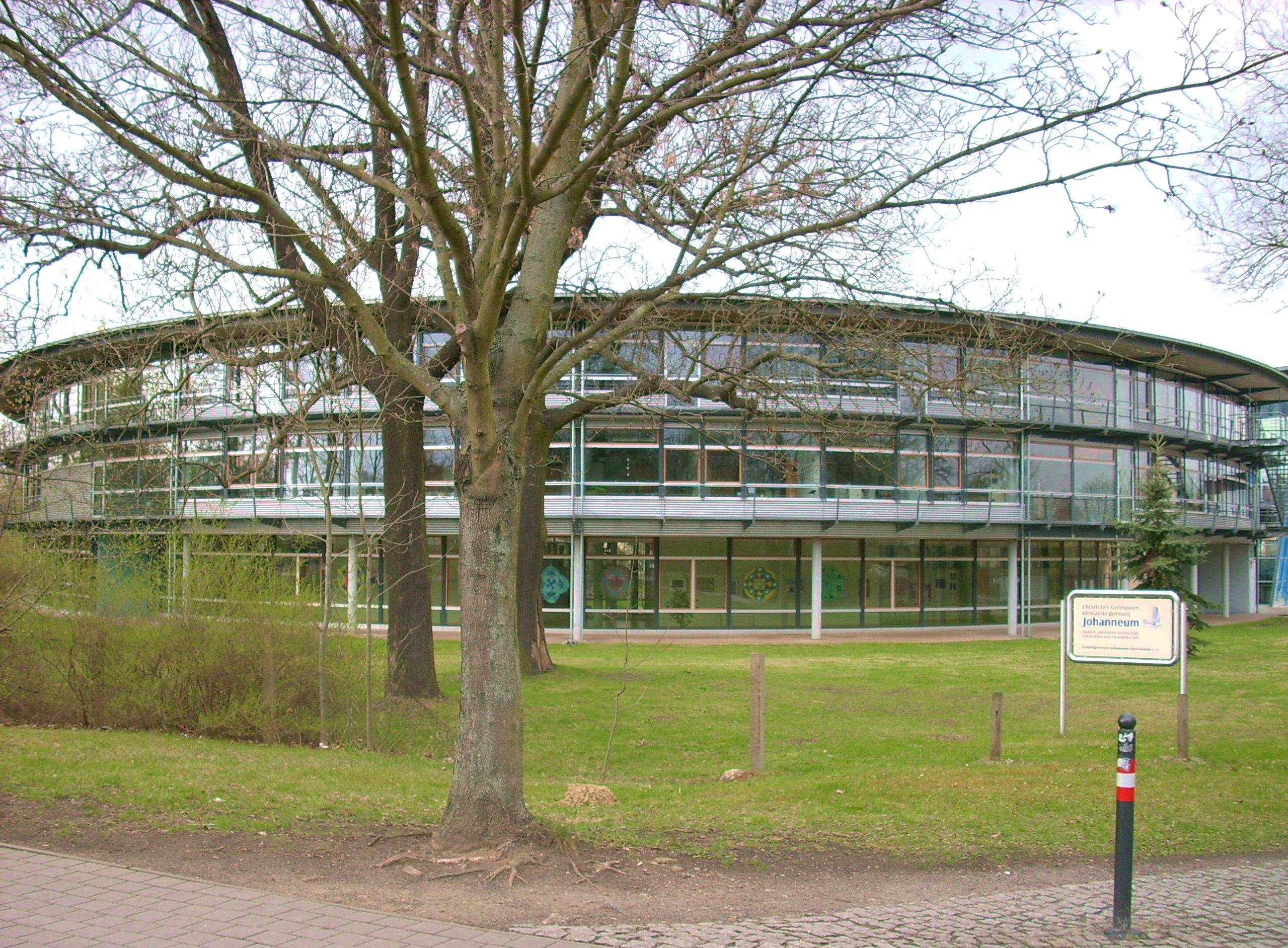
Christliche Schule Johanneum
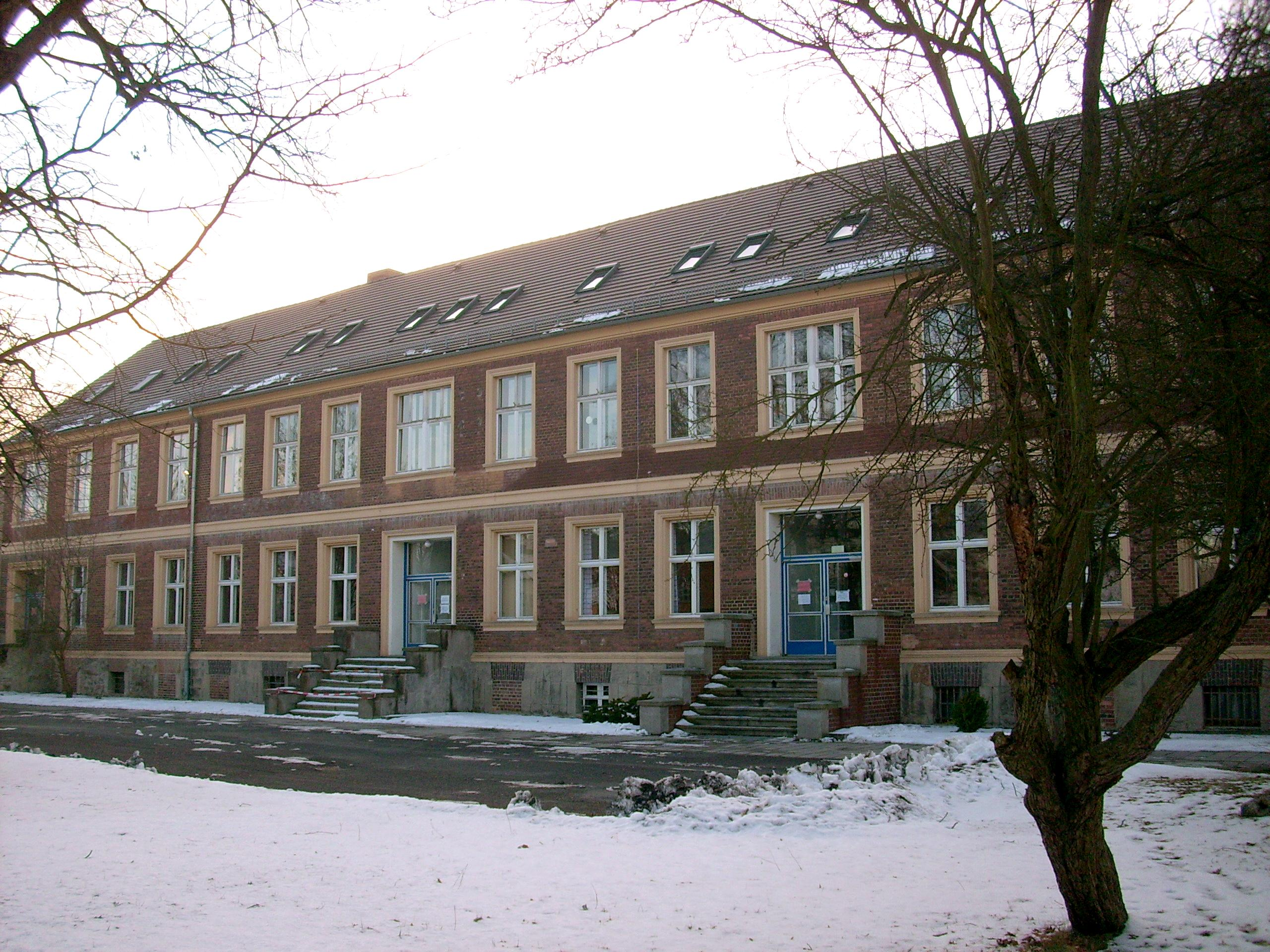
Musikschule

### Persönlichkeiten, die in Hoyerswerda gewirkt haben

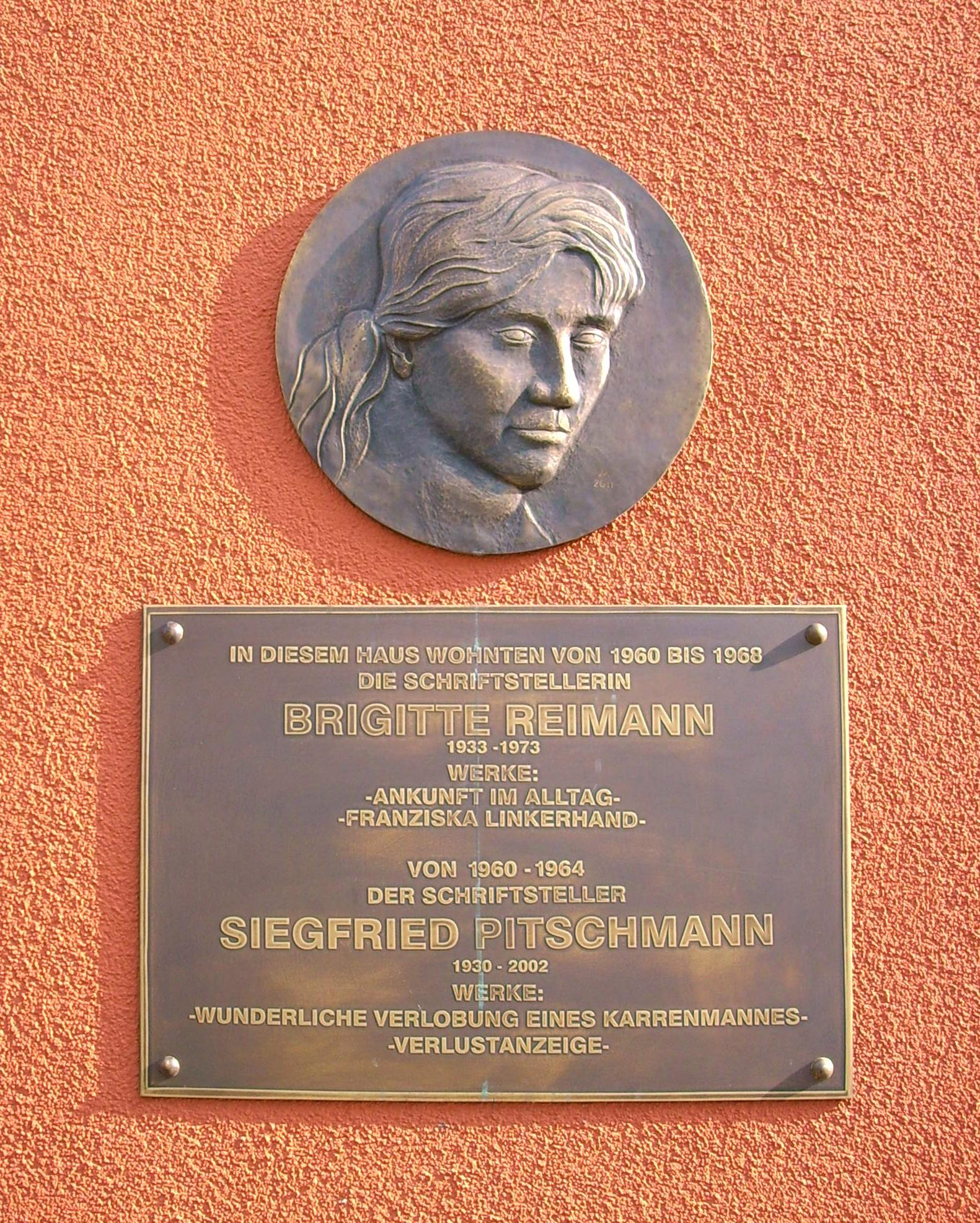
Gedenktafel an Brigitte Reimanns Wohnhaus in Hoyerswerda

### Persönlichkeiten, die zeitweilig in Hoyerswerda gelebt haben

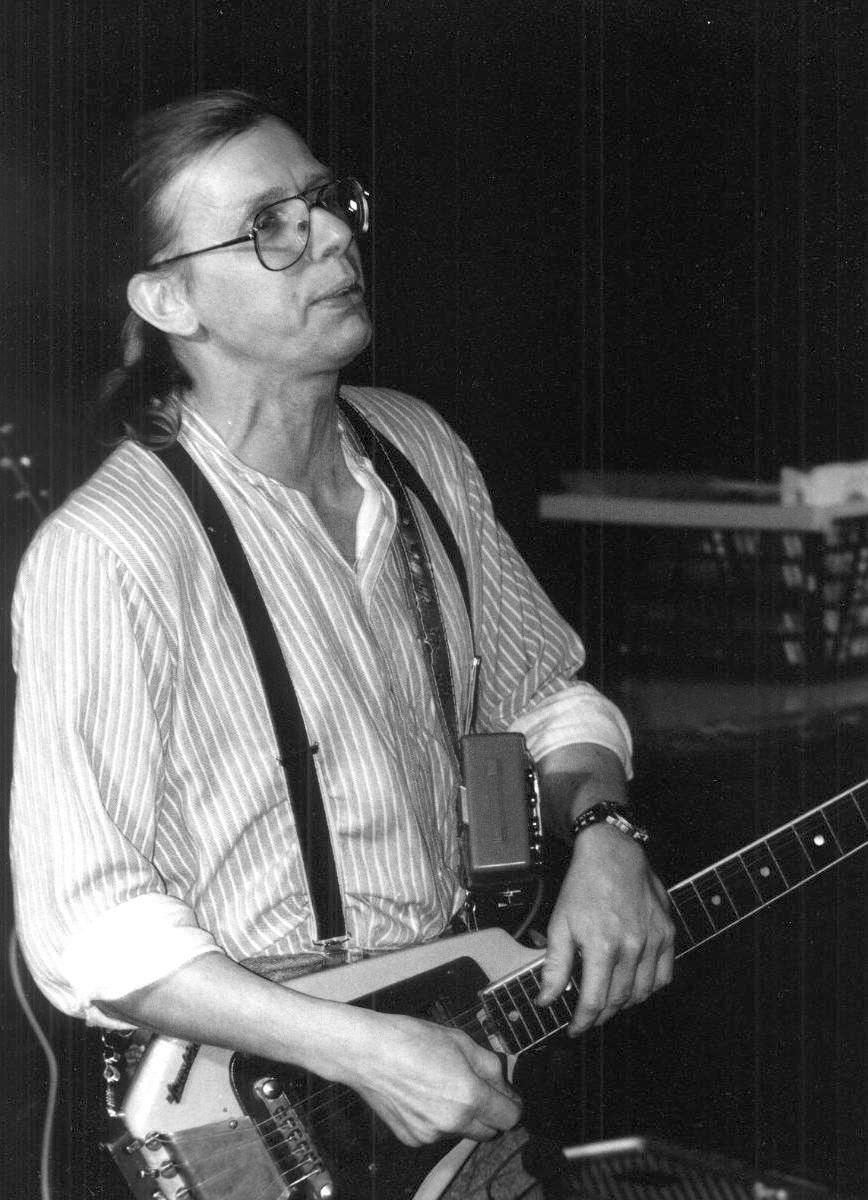
Gerhard Gundermann

## Hoyerswerda in der Kunst